# Parc national des Everglades
Vous lisez un « article de qualité » labellisé en 2008.
Le parc national des Everglades, situé en Floride, aux États-Unis, s'étend sur les comtés de Miami-Dade, Monroe et de Collier. Ce parc national renferme le plus vaste milieu naturel humide du pays, et englobe 25 % de la région marécageuse originelle des Everglades. Les Everglades sont le troisième plus grand parc national des États-Unis contigus après la Vallée de la Mort et Yellowstone. Visité par environ un million de personnes par an, le parc a été déclaré réserve de biosphère en 1976 (avec le parc national de Dry Tortugas), inscrit au patrimoine mondial de l'UNESCO en 1979 et classé zone humide d'importance internationale en 1987 : les Everglades sont l’un des trois seuls endroits au monde à figurer sur les trois listes.
Contrairement à la plupart des autres parcs nationaux des États-Unis, celui des Everglades a plus été créé pour protéger un écosystème fragile que pour des raisons géographiques: 36 espèces considérées comme menacées vivent dans le parc, dont la panthère de Floride, le crocodile américain et le lamantin des Caraïbes. Le parc est également la principale zone de reproduction des limicoles tropicaux d'Amérique du Nord, et contient le plus grand écosystème de mangrove du continent américain. Plus de 350 espèces d'oiseaux, environ 300 espèces de poissons d'eau douce ou salée, 40 espèces de mammifères et 50 espèces de reptiles vivent dans le parc. Toute l'eau douce de Floride est « recyclée » dans le parc, dont celle de l'aquifère Biscayne.
Les Everglades sont un lent système mouvant de rivières coulant vers le sud-ouest à environ 400 mètres par jour. Elles sont alimentées par la rivière Kissimmee et par le lac Okeechobee. Bien que des Hommes aient vécu dans les Everglades durant des milliers d'années, la région ne fut pas cultivée ou urbanisée avant 1848, date à laquelle on commença à contrôler et utiliser le cours de l'Okeechobee pour alimenter l'aire métropolitaine du sud de la Floride. Les écosystèmes du parc national des Everglades ont souffert de l'activité humaine, et la restauration de ceux-ci est l'un des objectifs politiques du sud de la Floride.

## Climat et géologie

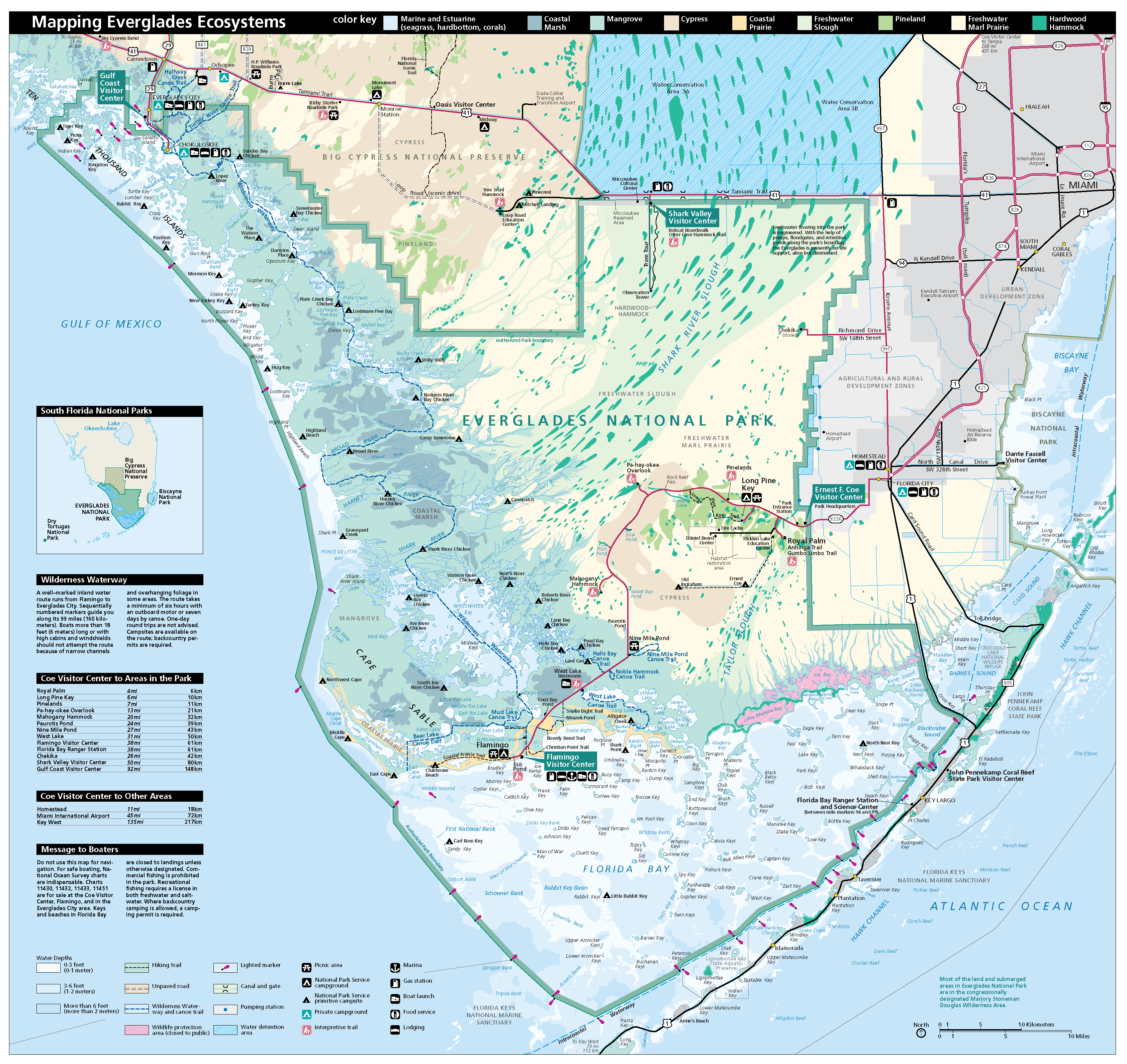
Carte du parc national des Everglades.

Le parc couvre une zone de 611 000 hectares, le long de trois comtés de Floride : Miami-Dade, Monroe et Collier. L'altitude varie généralement de 0 à environ 2,4 mètres, mais un sambaqui d'origine amérindienne sur la côte du Golfe fait monter cette altitude à environ 6,1 mètres. La saison sèche du parc dure de décembre à avril, avec des températures variant entre 12 °C et 25 °C et un faible taux d'humidité. Les niveaux étant faibles à cette période, les animaux se rassemblent au centre des points d’eau ce qui en fait des lieux privilégiés pour l’observation de la faune. Au cours de la saison humide, de mai à novembre, les températures sont constamment au-dessus de 33 °C et le taux d'humidité dépasse les 90 %. Chaque tempête peut apporter jusqu'à 300 mm d'eau, soit l'équivalent de la moitié des précipitations annuelles moyennes (152 cm) obtenues en deux mois.

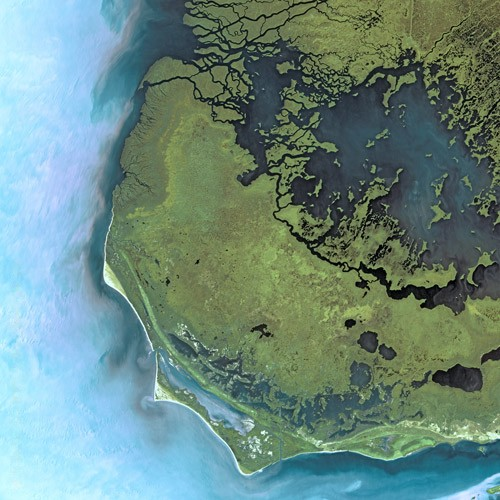
Parc national des Everglades vu par le satellite Spot.

La Floride constituait autrefois une partie de la portion africaine du supercontinent Gondwana. Il y a environ 200 millions d'années, l'activité volcanique commença à se développer sur la côte orientale de la Floride, ce qui ajouta une grande quantité de roche magmatique par-dessus les terrains sédimentaires existants déjà dans le Gondwana. Avec le temps, cette activité contribua à l'éloignement progressif de l'Amérique du Nord, par rapport à la Pangée. Avant la fin du Jurassique, la péninsule de Floride s’est ainsi retrouvée exposée aux éléments et au refroidissement du climat planétaire au cours du Crétacé. Les sédiments qui reposaient sur le plancher océanique superficiel furent transformés en calcaire et en roches analogues, tandis que des plateformes calcaires plus épaisses se formèrent dans la partie méridionale de la Floride. C’est le cas, par exemple, de la formation de Sunniland qui s’est constituée il y a environ 135 millions d'années. Elle est située à environ 3,2 km au sud du marais de Big Cypress et de la partie occidentale des Everglades, et, fait notable, contient une faible quantité de pétrole.

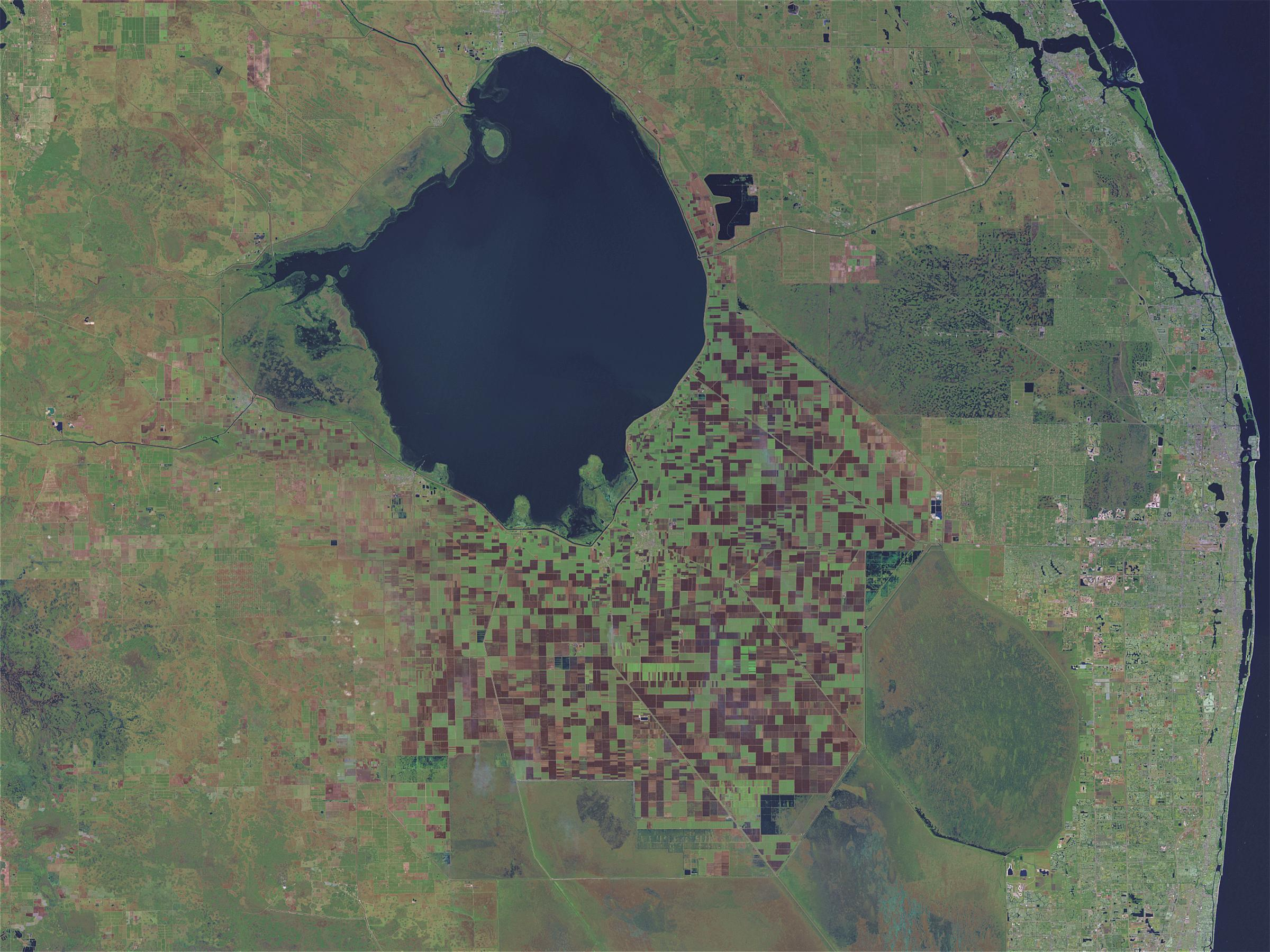
Photographie satellite du lac Okeechobee.

Il n’y a qu'environ 100 000 ans que les Everglades sont redevenues des terres émergées, après la fin de la dernière période interglaciaire. À son paroxysme, la dernière émersion des Everglades a dépassé d'environ 30 mètres de hauteur le niveau actuel. Le terrain s’est formé à l’origine lorsque les terres étaient immergées, grâce à la présence abondante de carbonate de calcium dans l'eau de mer. Du fait de la capture de l'eau des océans dans les calottes polaires, le niveau de la mer s'est abaissé et de nombreuses terres se retrouvèrent émergées, formant ainsi des cayes (ou keys). La majeure partie du parc repose sur le plateau calcaire de Miami qui s’est formé au cours de la période interglaciaire du Sangamon. Au sud-ouest du parc, la formation de Tamiami, une couche de carbonate et de sable épaisse de 46 m, constitue le soubassement de Big Cypress. De petites particules de coquille et de sable compressées sur plusieurs couches forment des structures uniques de calcaires, les ooïdes. Ces ooïdes sont cimentés dans l’oolithe de Miami, qui a servi de matériau de construction pour les premières habitations dans le sud de la Floride et qui couvre la majeure partie des Everglades et de la baie de Floride. Les terres étant de plus en plus exposées, les plantes ont commencé à migrer depuis le nord de la Floride, mais également grâce au transport de semences par les oiseaux venant des Caraïbes.
Contrairement à la partie septentrionale de la Floride, le système aquifère des Everglades n’est pas alimenté par des sources souterraines. L'aquifère de Floride est un réservoir souterrain situé à environ 300 mètres sous la surface de la terre, au sud de la Floride. Cependant, les Everglades ont une immense capacité de stockage d'eau, en raison du calcaire perméable présent dans le sol qui agit en théorie comme une éponge. La majorité de l'eau qui s’y trouve provient des précipitations. En s’évaporant, l'eau provoque les averses qui touchent les aires métropolitaines, fournissant ainsi un approvisionnement en eau douce. L’eau provient du lac Okeechobee et de la rivière Kissimmee. De l'eau déborde du lac Okeechobee en formant une rivière large de 60 à 110 km, qui se déplace presque imperceptiblement. Le National Park Service recense près de huit écosystèmes distincts dans le parc. Chacun est défini par une évolution constante du terrain en fonction de la météo et de la quantité d'eau reçue par les Everglades.

## Écosystèmes des Everglades

### Végétaux

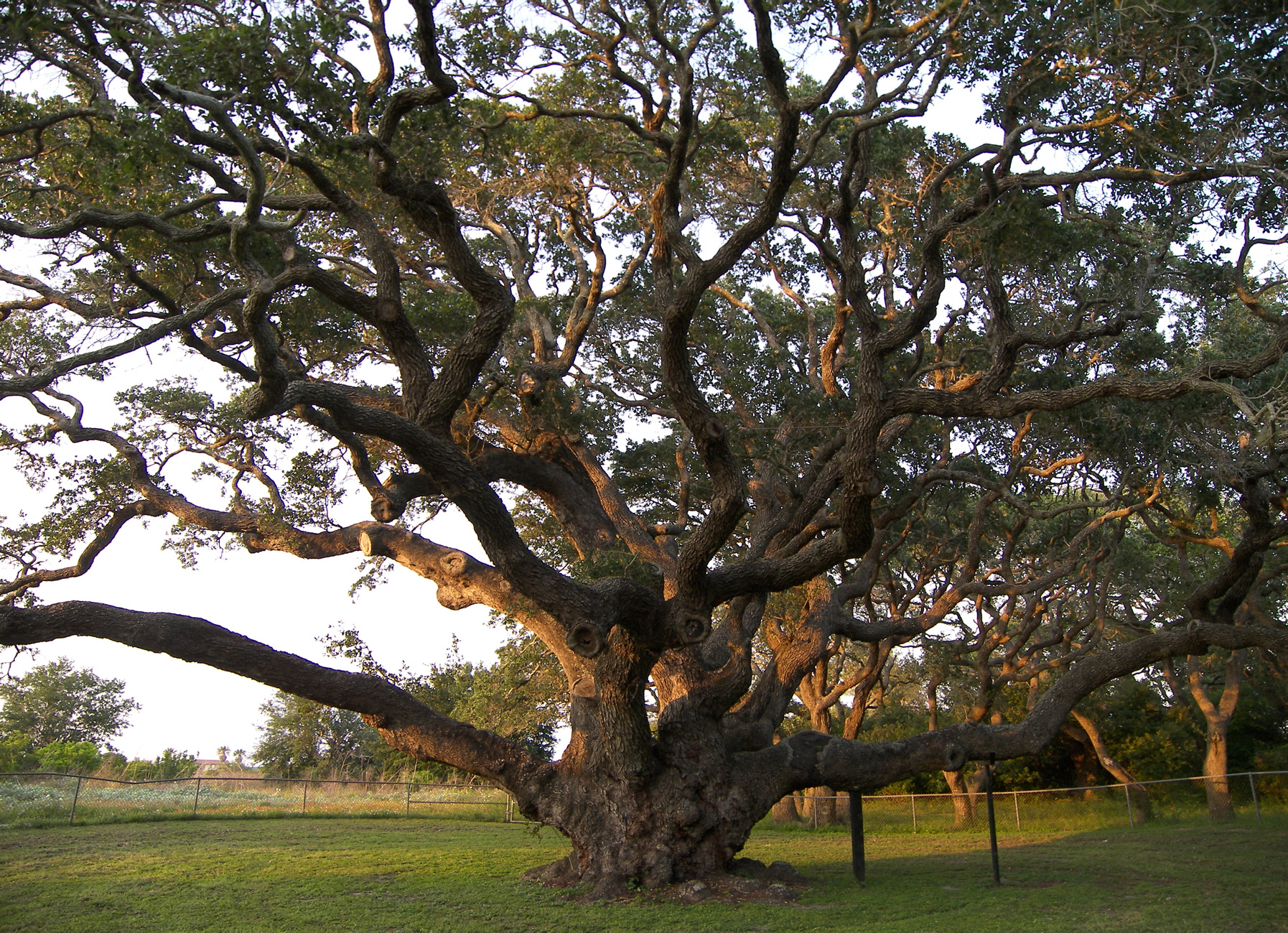
Quercus virginiana.

Les hammocks sont souvent les seules zones de terre ferme dans le parc. Ils s’élèvent à quelques centimètres au-dessus du niveau de la rivière recouverte d'herbe et sont dominés par de grands chênes (de type Quercus virginiana). Ces arbres forment souvent une canopée sous laquelle les animaux prospèrent au milieu des buissons de café sauvage, d’indigoberry blanc, d’arbre empoisonné et de chou palmiste. Le parc compte plusieurs milliers de ces îlots qui, vu du ciel, ont la forme d'une larme. Les arbres, même les tamariniers et les gumbo-limbos sauvages, ne dépassent que très rarement les 15 mètres à cause du vent, des vagues de froid et de la foudre,.
Les palmiers (sabal palms) abondent dans les grandes plaines marécageuses. Ils représentaient de véritables abris pour les provisions des populations amérindiennes lors des intempéries.

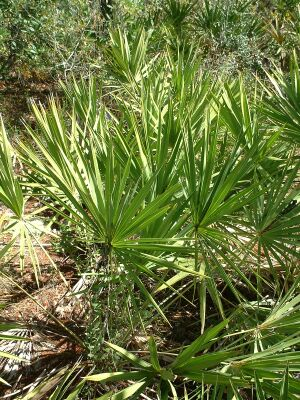
Chou palmiste.
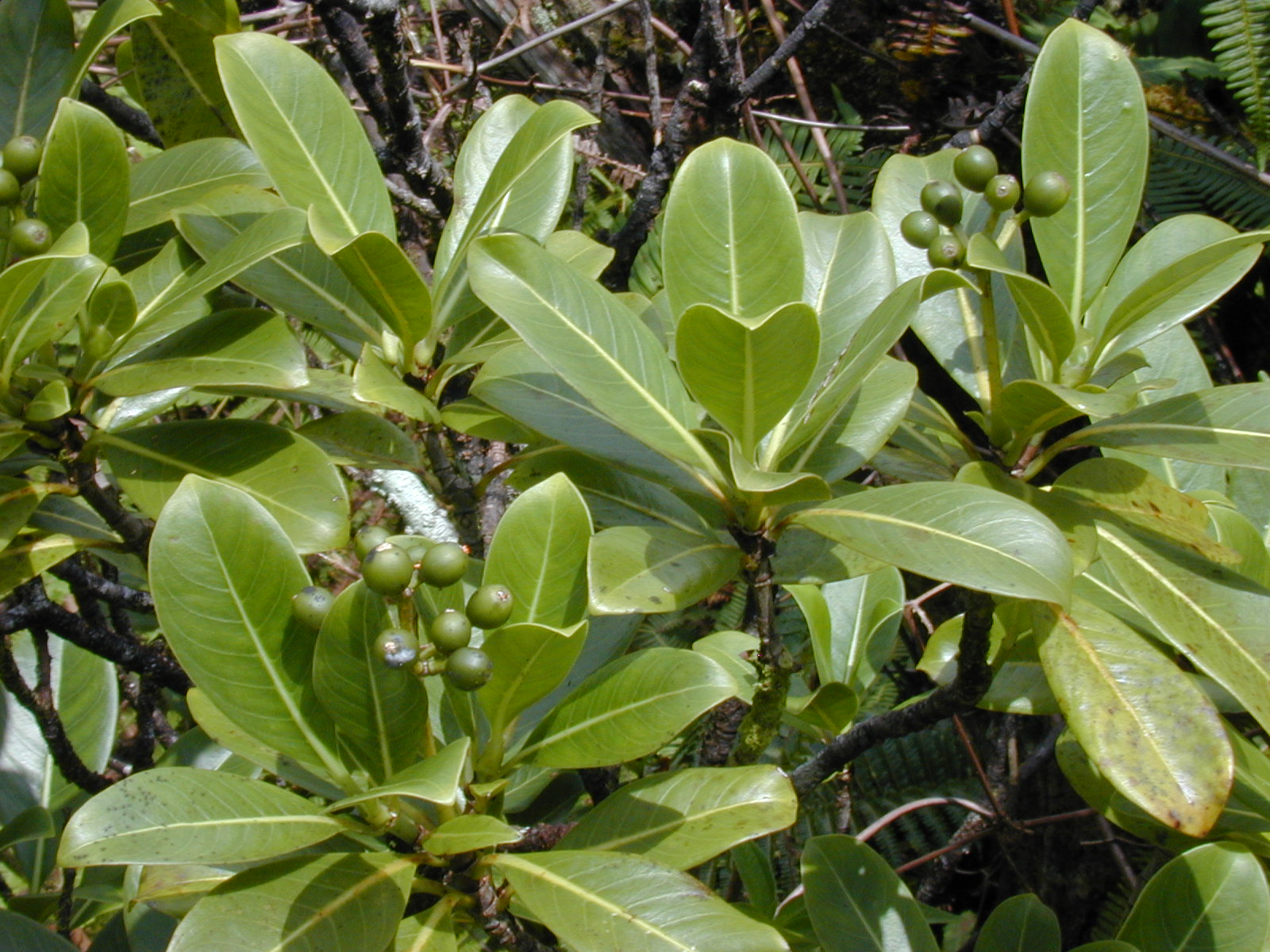
Café sauvage.
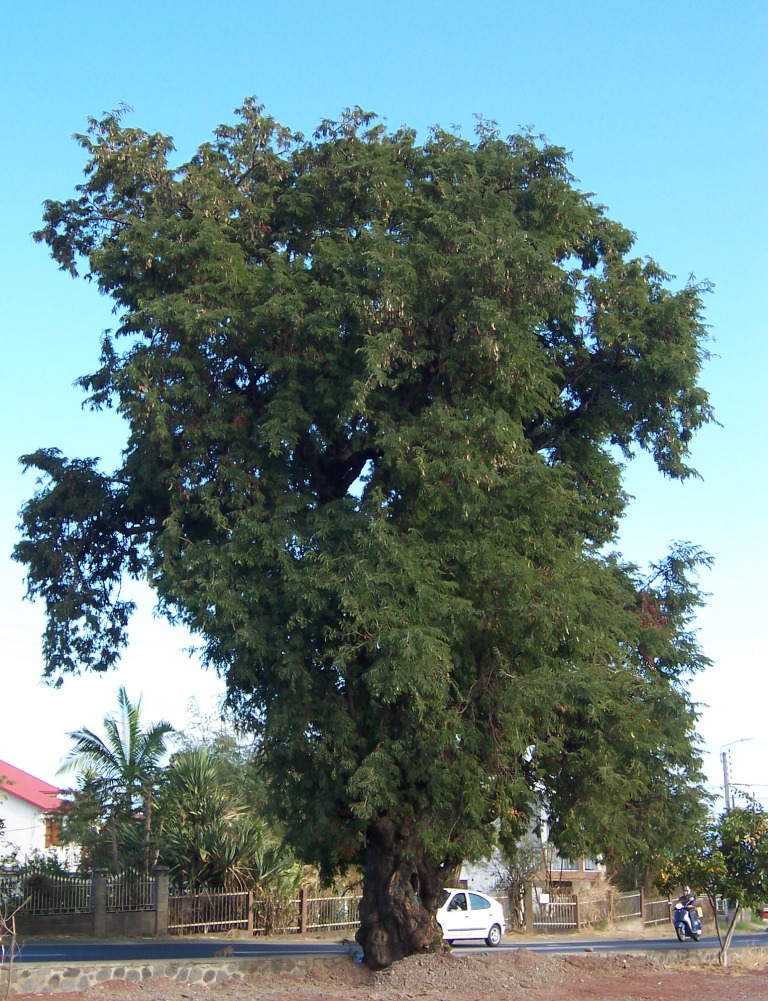
Tamarinier.
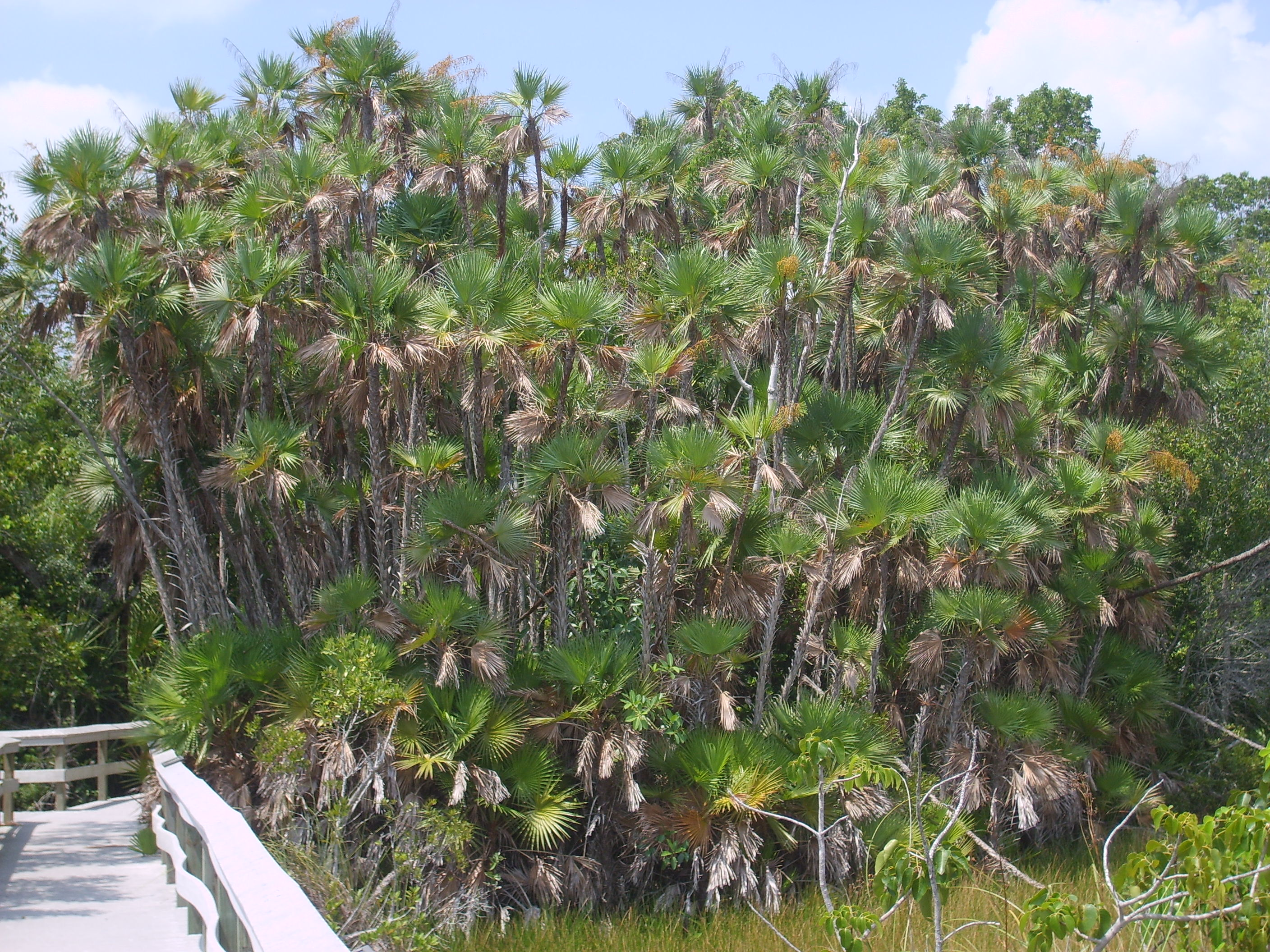
Palmiers des sables (Sabal Palms).

### Animaux

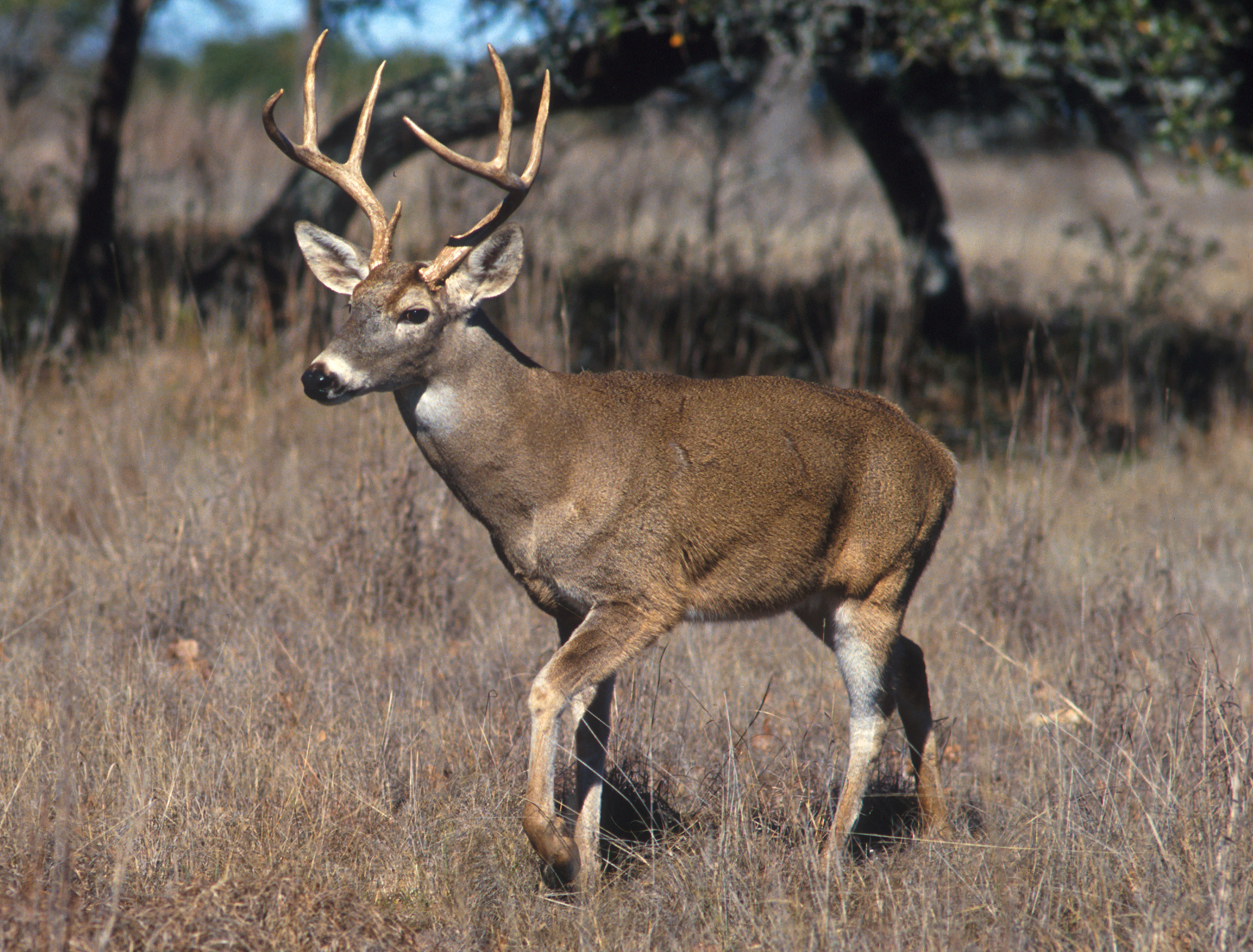
Cerf de Virginie.

La végétation aux pieds des hammocks est presque impénétrable, mais les animaux peuvent toutefois trouver un habitat idéal à l’intérieur de ces îlots et sous la canopée. Les reptiles (notamment les serpents et les anoles) et les amphibiens (comme la rainette verte d'Amérique) trouvent refuge dans le bois des feuillus des hammocks. Des oiseaux comme la chouette rayée, le pic, le cardinal ou le pygargue à tête blanche nidifient dans les arbres de la région. Quant aux mammifères, ils vivent dans les feuillus du hammock. C'est le cas notamment de l'opossum, du raton laveur, du lynx roux, du vison des Everglades, du lapin des marais, du cerf de Virginie et de la panthère de Floride, menacée d'extinction. Hérons et aigrettes ont notamment la particularité de vivre en mutualisme avec les alligators.

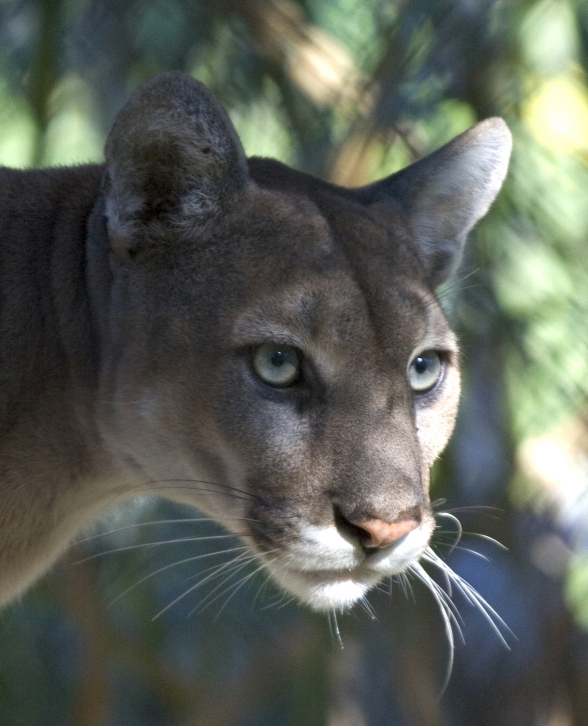
Une des quelque 100 panthères de Floride vivant dans le parc.
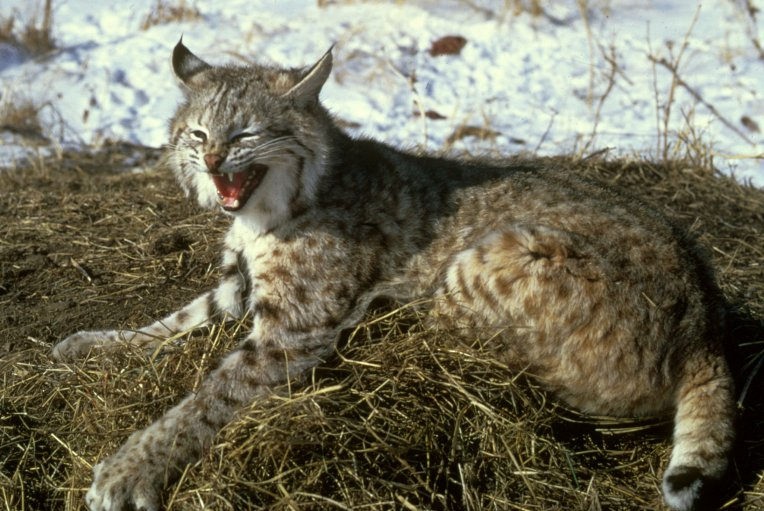
Lynx roux.
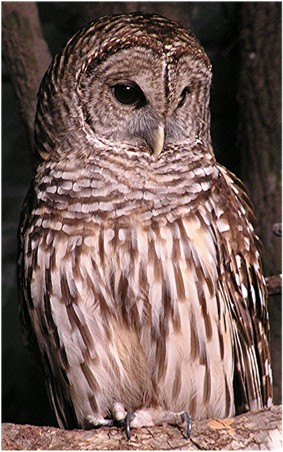
Chouette rayée.
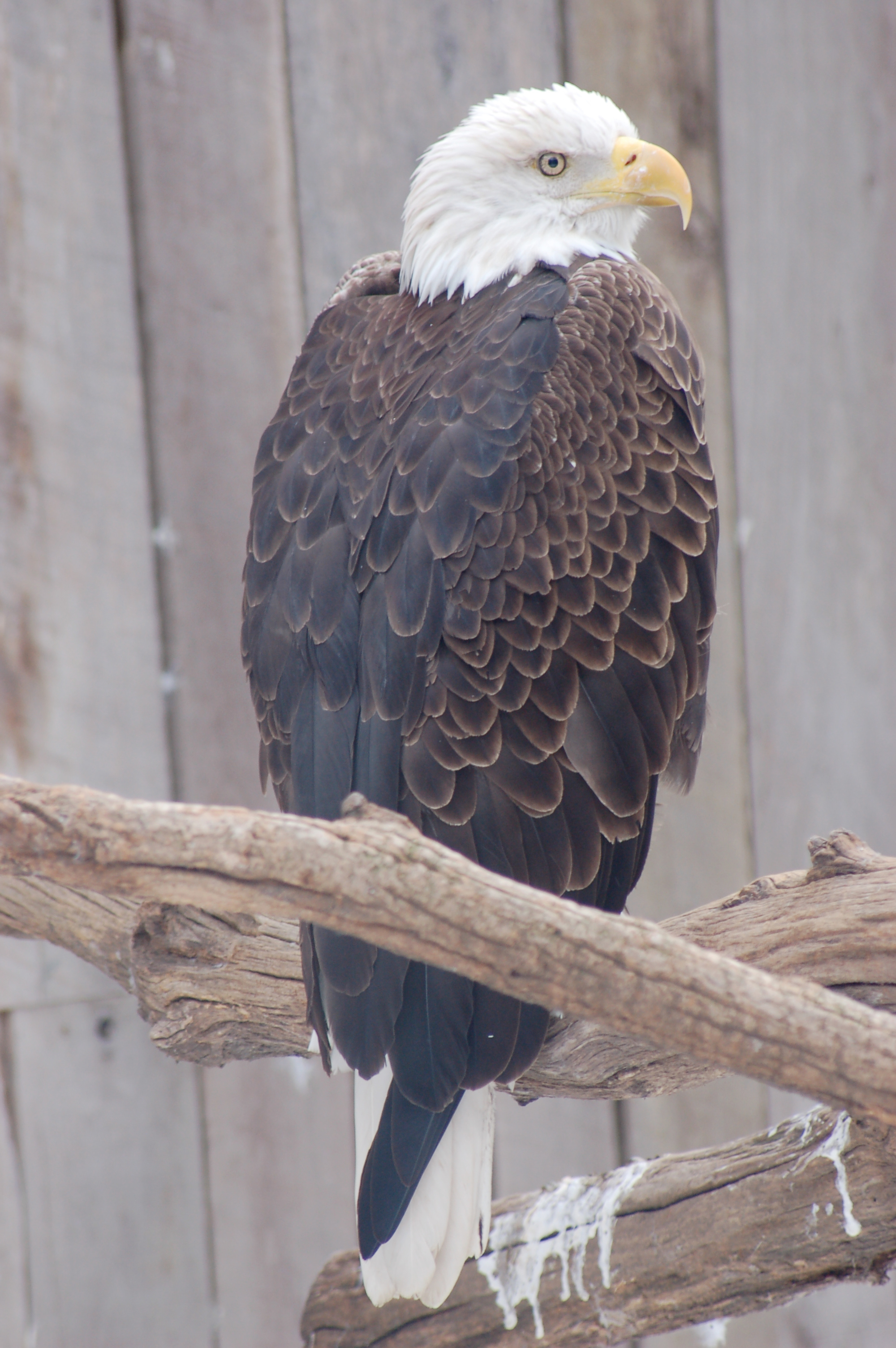
Pygargue à tête blanche.

### Pinède

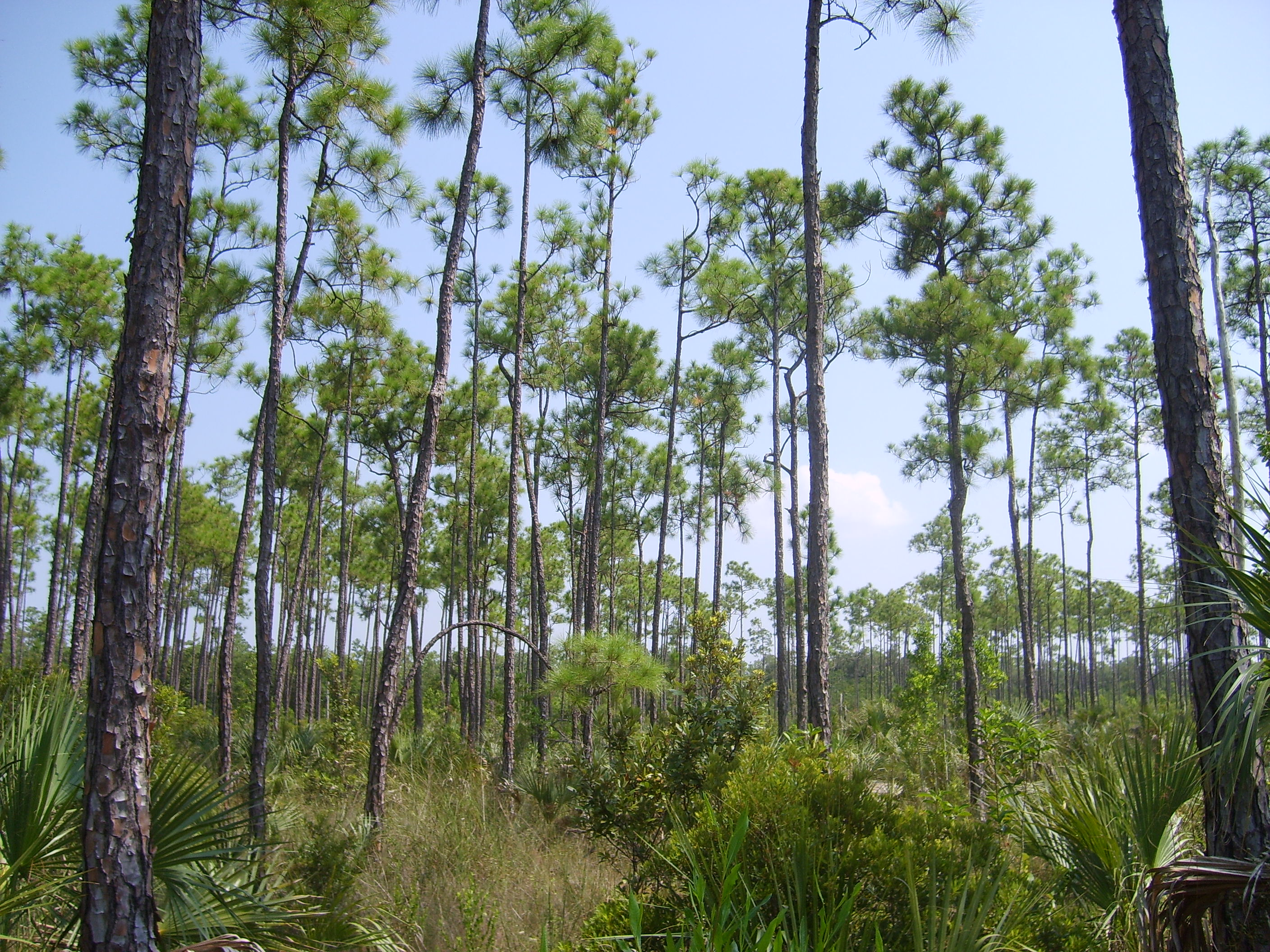
La pinède des Everglades.

Souvent appelé pinède rocheuse, l'écosystème de la pinède des Everglades est caractérisé par un loam sablonneux, sec et peu profond posé sur un substrat calcaire et couvert presque exclusivement de pins (Pinus elliottii). Les arbres grandissent dans des dolines, où le calcaire fin s'est rempli de terre, permettant aux plantes et aux arbres de pousser. Les pins du sud de la Floride favorisent les incendies par l'existence de lits de séchage des aiguilles de pin et de l'excrétion d'écorce sèche. Ce qui rentre naturellement dans un cycle biologique, puisque leurs pommes ont besoin de la chaleur du feu pour s'ouvrir et disperser leurs graines. Cependant, le corps de ces pins est résistant au feu, et c'est pourquoi des incendies contrôlés sont provoqués tous les trois à sept ans dans ces zones. La plupart des plantes de la zone fleurit environ 16 semaines après un incendie.
Presque toutes les pinèdes du parc étaient autrefois des plaines d'arbustes, mais les herbes sauvages de ces zones sont variées.
De nombreuses espèces animales trouvent leur nourriture, leur abri ou leur nid dans les pinèdes rocheuses. Pics, sturnelles, laniidés, quiscales des marais et mimini vivent communément dans les pinèdes. L'ours noir et la panthère de Floride sont parfaitement intégrés dans cet écosystème. Les pinèdes rocheuses sont considérées comme l'un des habitats les plus menacés de Floride : moins de 16 km2 de pinèdes existent dans cet état, et sont toutes localisées dans le parc. Le comté de Miami-Dade était autrefois recouvert de pinèdes, qui furent pour la majeure partie utilisées pour l'industrie du bois.

### Mangrove et cyprès

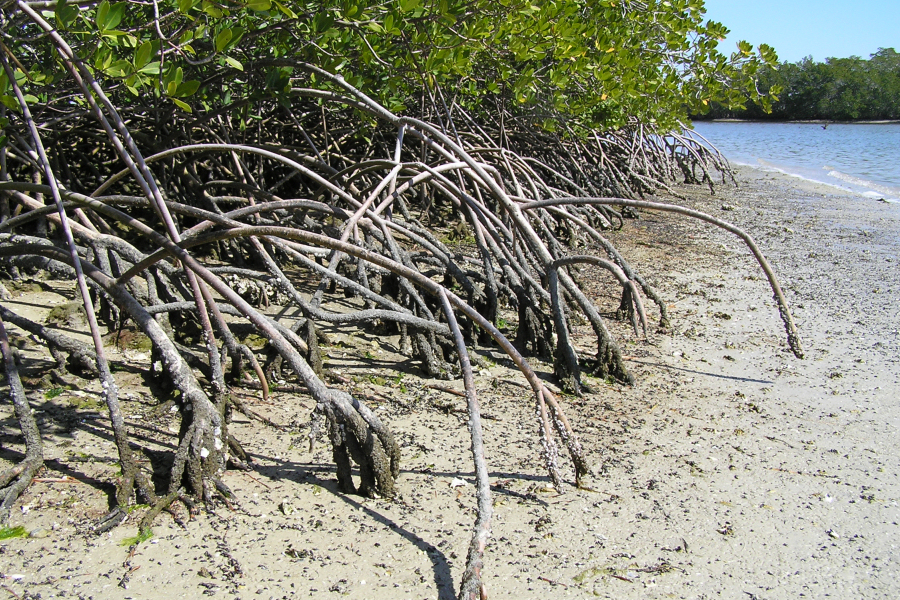
Mangrove le long de la côte, dans les Everglades.

Les arbres de la mangrove, qui prospèrent dans l'eau salée ou saumâtre, servent d'abri pour plusieurs espèces aquatiques ainsi que des oiseaux. Ils constituent également la principale défense de la Floride face à la force destructrice des ouragans, en absorbant les inondations et en empêchant l'érosion côtière. Grâce à leur forte résistance à l'eau salée, aux vents, aux grandes marées, aux hautes températures et au sol boueux, les palétuviers sont tout à fait adaptés aux conditions extrêmes de la Floride. L'écosystème qu'elle forme au sein du parc constitue d'ailleurs le plus grand système continu de mangrove au monde.
Il existe près de 220 espèces différentes de poissons vivant dans les mangroves de Floride, ainsi que plusieurs variétés de crabes, d’écrevisses, de crevettes, de mollusques et d’autres invertébrés, qui servent de source principale de nourriture à de nombreux oiseaux. De même, une multitude d'espèces d'oiseaux l'utilise également comme abri. C’est le cas notamment du pélican, de la grèbe, de l'Aigrette tricolore, du goéland, de la sterne, de l'épervier et du milan, ainsi que des oiseaux arboricoles comme le coucou de mangrove, la paruline jaune ou même le pigeon à croix blanche. La mangrove abrite également 24 espèces d'amphibiens et de reptiles, incluant la tortue verte et la tortue imbriquée et 18 espèces de mammifères, dont le lamantin des Caraïbes.

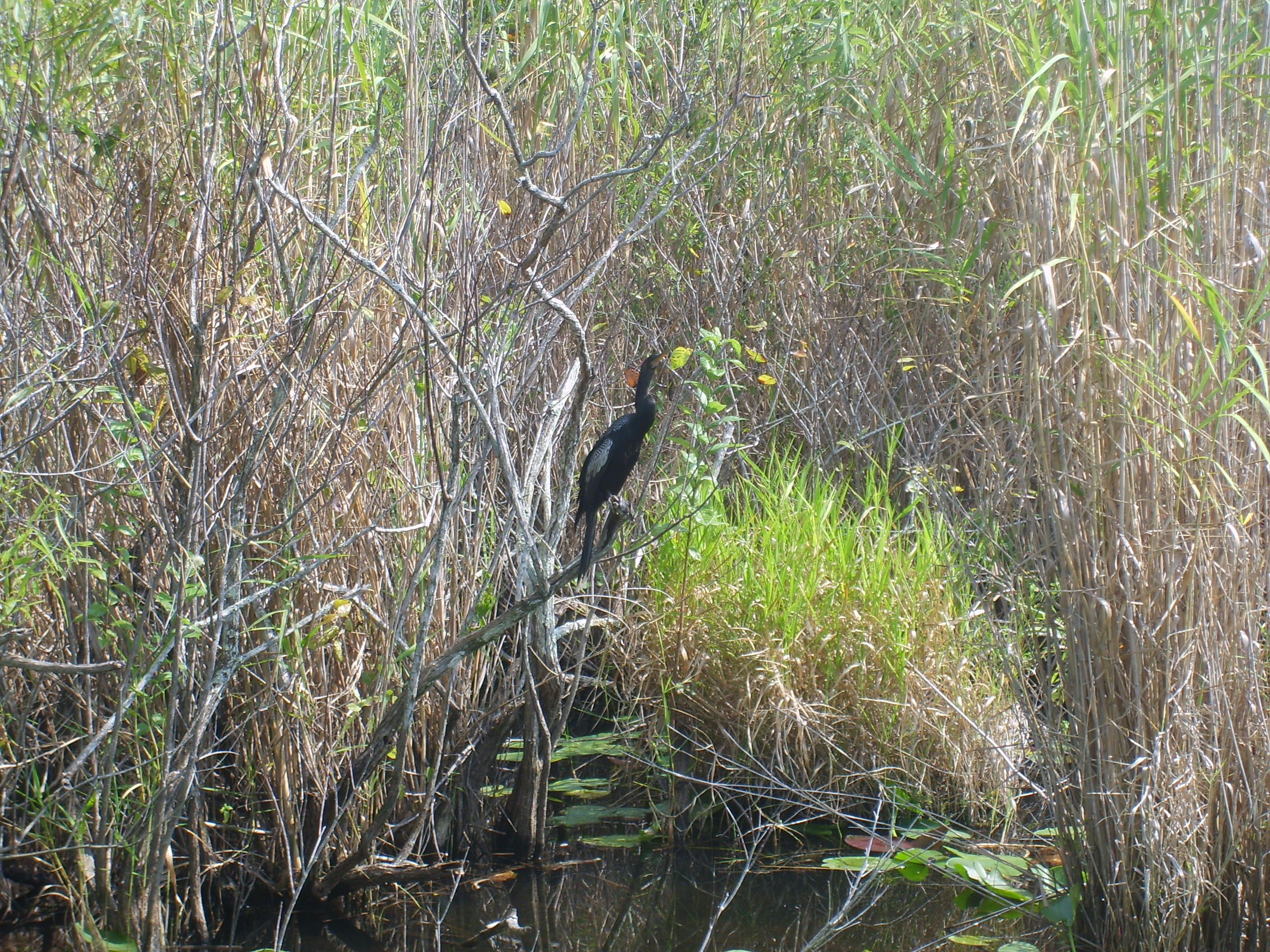
Anhinga dans les Everglades.

Les cyprès sont des conifères qui se développent facilement dans l’eau douce et qui poussent dans des structures compactes, appelées « dômes », sur de longues rives de calcaire. Grâce à leurs pneumatophores ils peuvent survivre à la forte variation du niveau de l'eau autour de ces dômes. Des cyprès nains peuvent toutefois pousser dans des zones sèches où le sol est plus pauvre en nutriment. Les branches et les troncs des cyprès constituent un lieu privilégié pour l’installation de plantes aériennes appelées épiphytes, telles broméliacées, les mousses espagnoles, les orchidées et les fougères. Le parc abrite à lui seul près de vingt-cinq espèces d'orchidées. Les plus grands d'entre eux constituent d'excellents lieux de nidification pour des oiseaux comme le dindon sauvage, l'ibis, le héron, l'aigrette, l’anhinga et le martin-pêcheur d'Amérique. Dans ces zones, on trouve habituellement des cerfs de Virginie, des écureuils, des ratons laveurs, des opossums, des mouffettes, des lapins des marais, des loutres de rivière, des lynx roux ainsi que de petits rongeurs.

### Plaines côtières
Les plaines côtières, ou prairies humides, se trouvent entre les mangroves et les pinèdes. Ces zones alternent périodes inondées ou sèches durant les périodes de basses eaux. Les inondations se produisent durant les ouragans ou pendant les ondes de tempête tropicales, quand l'eau de l'océan peut monter de plusieurs mètres au-dessus de la côte. Les fortes pluies estivales peuvent également provoquer des inondations, lorsque les pluies du nord descendent jusqu'aux Everglades. Quelques arbres poussent dans la région, mais des plantes, comme les succulentes, peuvent vivre aussi bien dans l'eau saumâtre ou salée que dans des conditions désertiques. La faune de cette zone varie selon le niveau de l'eau, mais les animaux qu'on y trouve communément sont le milan des marais, le bruant sauterelle, le tantale d'Amérique ou le serpent cribo indigo, ainsi que de petits mammifères comme des rats, des souris ou des lapins. Les panthères de Floride viennent très rarement dans cette région.

### Marécages d'eau douce et prairies de marne

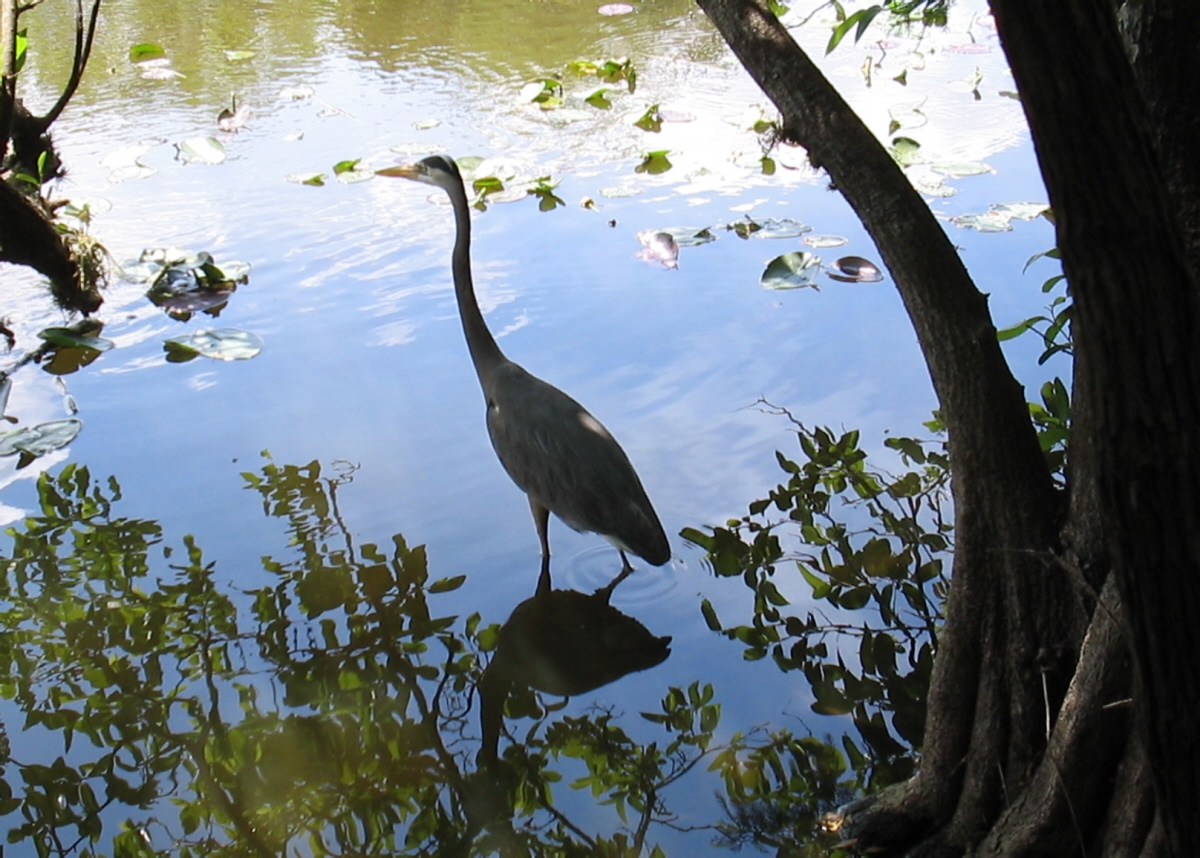
Héron bleu, près de la Shark Valley.

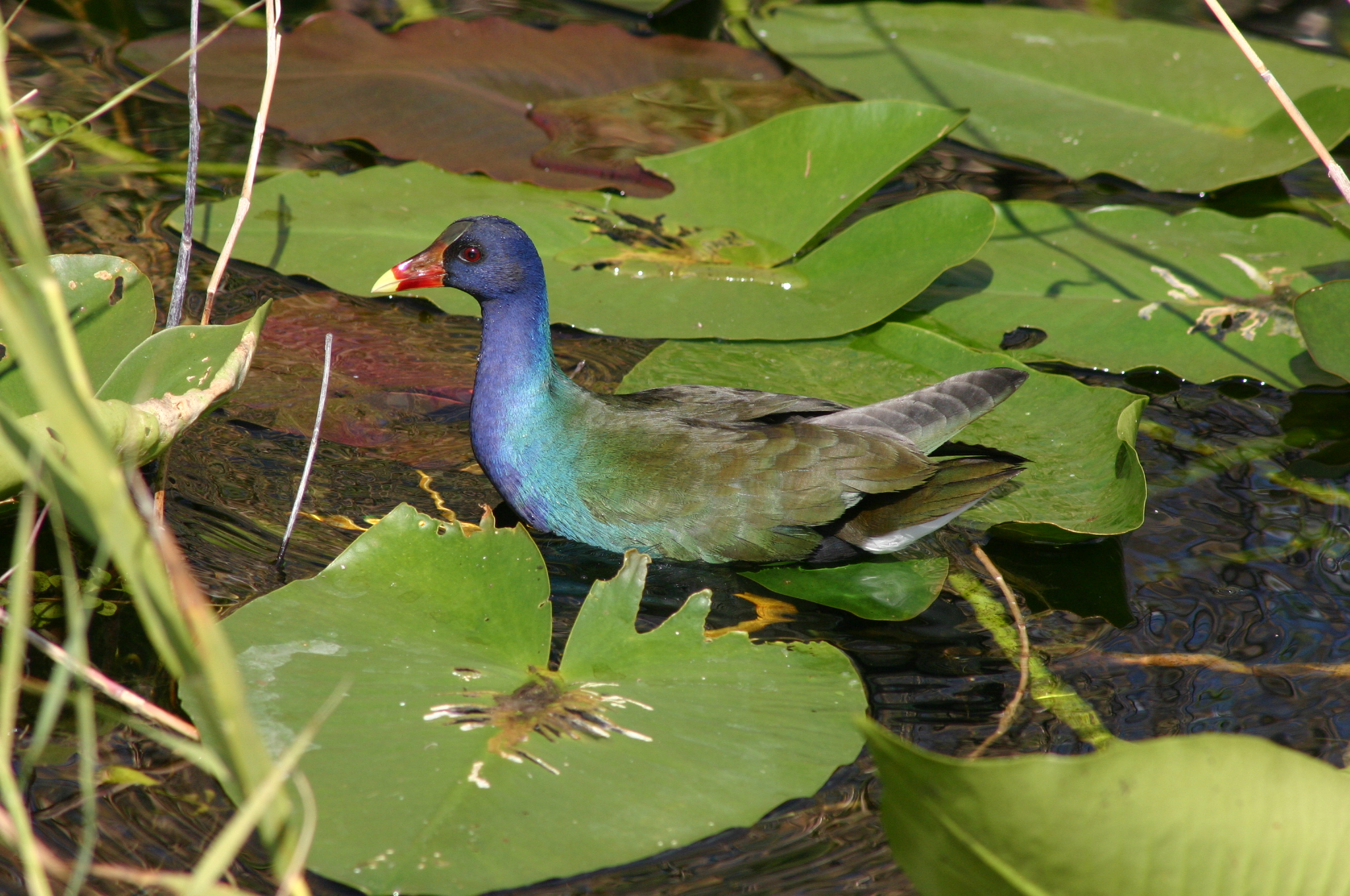
Talève violacée.

Le marécage d'eau douce constitue certainement l'écosystème le plus commun du parc national des Everglades. Ses canaux de drainage se caractérisent par des zones de faible profondeur qui s'écoulent très lentement (vitesse inférieure à trente mètres par jour). Parmi les exemples les plus significatifs, on peut citer les marais de Shark River et de Taylor. Cladium mariscus subsp. jamaicense, une sous-espèce des marisques, pouvant pousser jusqu'à atteindre une hauteur de 1,8 mètre, et les autres plantes marécageuses à larges feuilles, sont si courantes dans cette région qu'elles ont valu aux Everglades son surnom de River of Grass (littéralement, « rivière d’herbe »). Les marécages des Everglades constituent un habitat idéal pour la reproduction et attirent ainsi une grande variété d'échassiers tels que les hérons, les aigrettes, les spatules rosées, les ibis, les pélicans ainsi que des courlans bruns et des milans des marais qui se nourrissent d’escargots de la famille des ampullariidae. La forte densité de poissons, d'amphibiens et de jeunes oiseaux attire de nombreux prédateurs, comme les alligators, les tortues d'eau douce, les mocassins d'eau ou les crotales. À ce titre, le parc national des Everglades est le seul endroit au monde où les crocodiles coexistent de manière naturelle avec les alligators.
Les prairies de marne sont similaires aux marécages, à ceci près que l’eau ne s'écoule pas lentement mais s'infiltre plutôt à travers le revêtement calcaire des marnes. Des algues et d'autres micro-organismes se lient au calcaire pour former un sol évoquant de la boue grise. La zostère et d'autres plantes sont plus courtes dans les marnes d’eau douce, alors que les plantes aquatiques et le périphyton, une combinaison complexe de différents types d'algues, sont beaucoup plus visibles. La prairie se retrouve généralement immergée pour une période allant de trois à sept mois tous les ans. Les animaux vivant dans les marécages d'eau douce habitent également dans la prairie de marne. Les alligators creusent dans la boue pendant la saison sèche, créant ainsi des sentiers à travers les zostères et la végétation. Ces sentiers sont à leur tour utilisés par d'autres animaux pour migrer à travers le parc,.

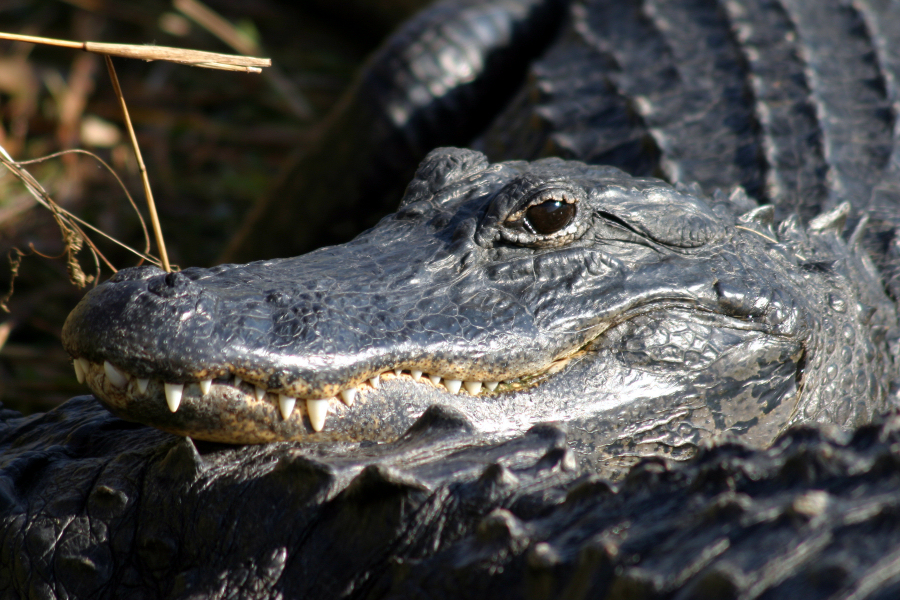
Alligator d'Amérique
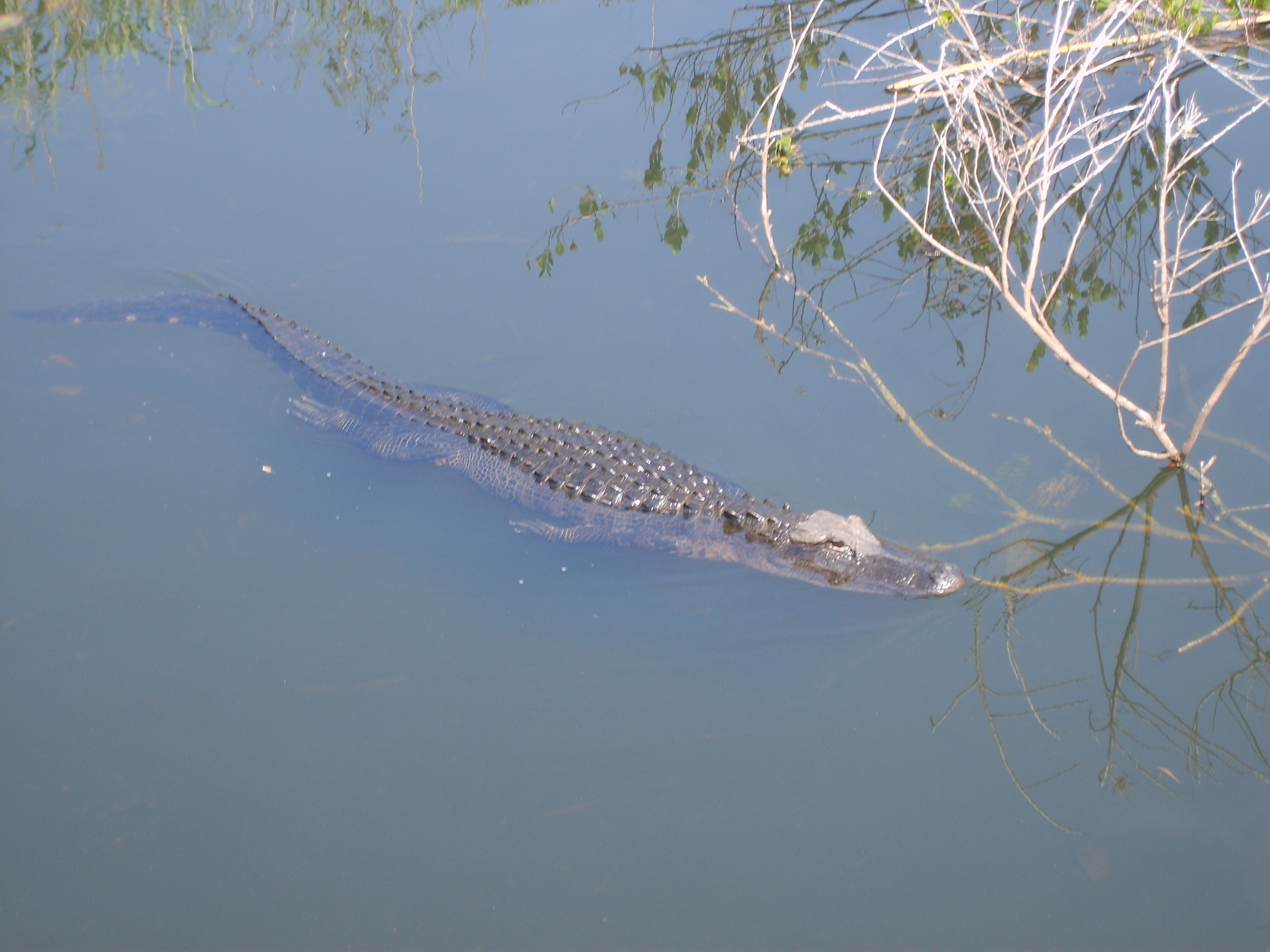
Alligator d'Amérique
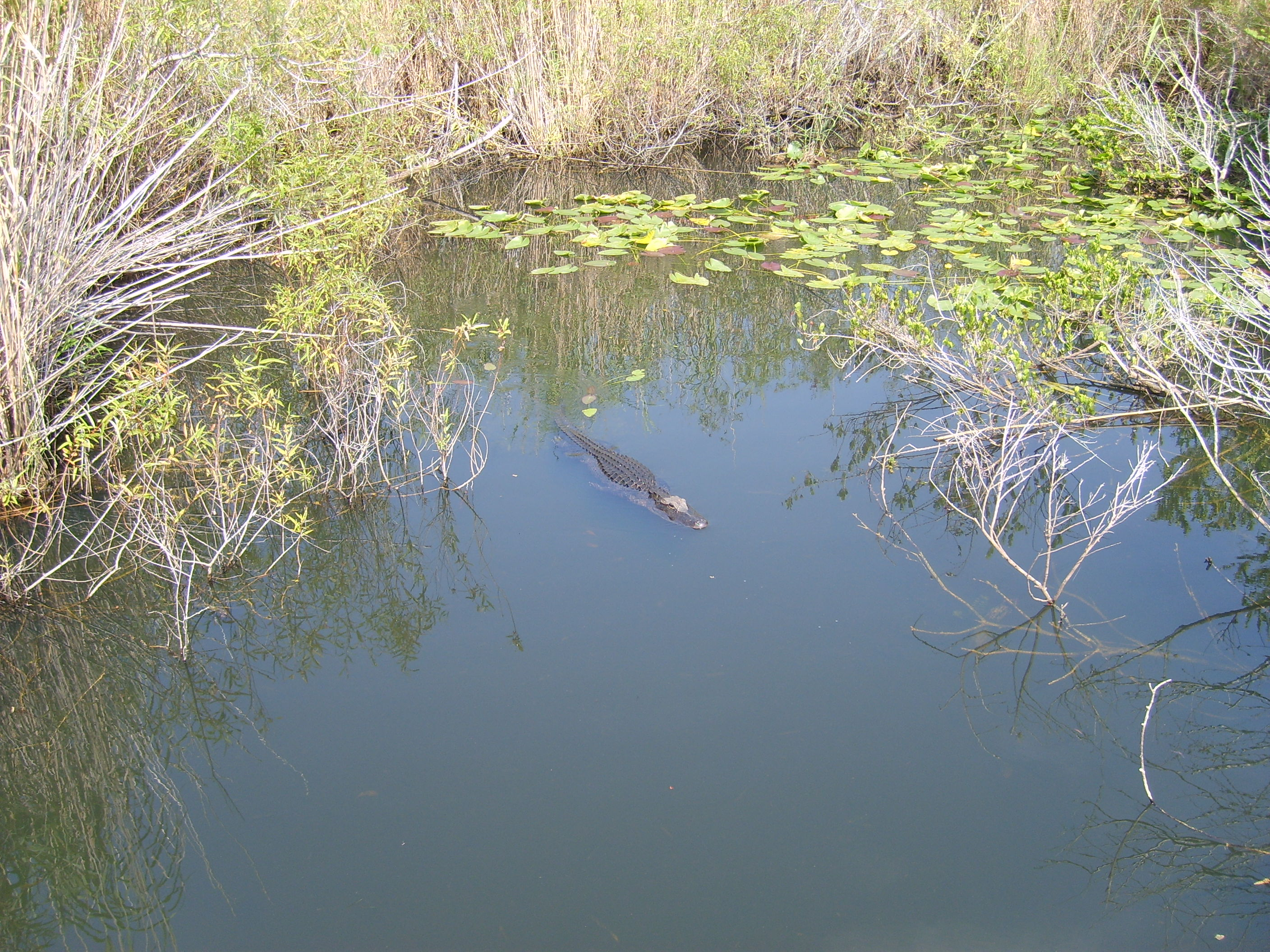
Alligator d'Amérique
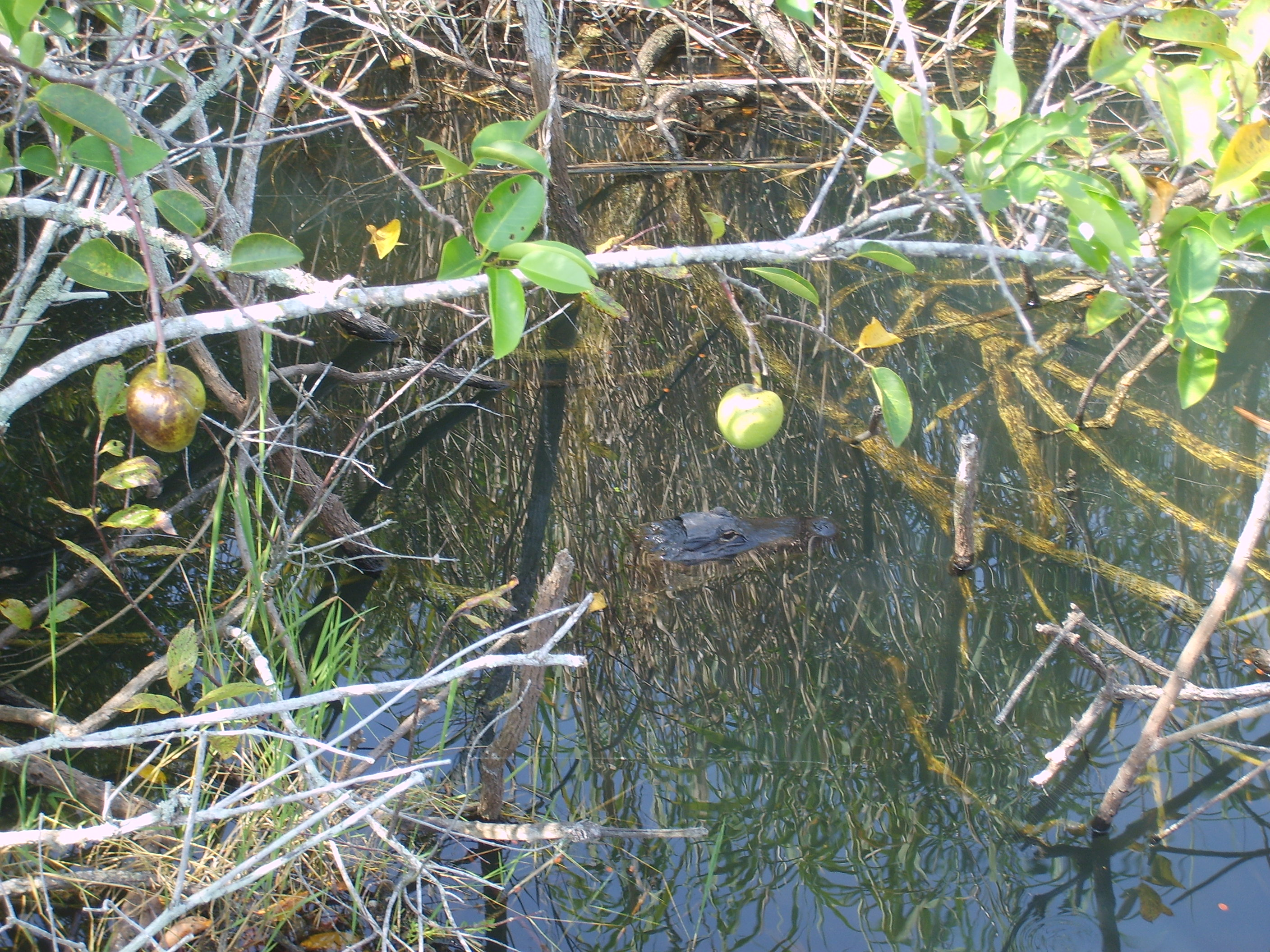
Alligator d'Amérique

### Estuaires et milieu marin
La plus grande étendue d'eau à l'intérieur du parc est la Baie de Floride. Elle s’étend depuis les mangroves de la pointe sud du continent jusqu’aux keys de Floride et représente près de 2 100 km2 d'écosystème marin. Coraux, herbiers marins et éponges servent d'abri et de nourriture aux crustacés et aux mollusques, qui sont eux-mêmes mangés par de plus grands animaux marins. L’écosystème marin est très fragile et tout bouleversement dans la chaîne alimentaire peut avoir de graves conséquences. Ainsi, en 1987, la disparition massive de zostères n’a fait qu’aggraver la situation déjà difficile des lamantins et des tortues marines. L’écosystème est aussi peuplé de requins, de raies pastenagues et de barracudas qui attirent les amateurs de pêche sportive. En ce qui concerne les oiseaux, les pélicans, les sternes, les oiseaux limicoles et les becs-en-ciseaux fréquentent régulièrement les lignes côtières.

## Histoire des Everglades

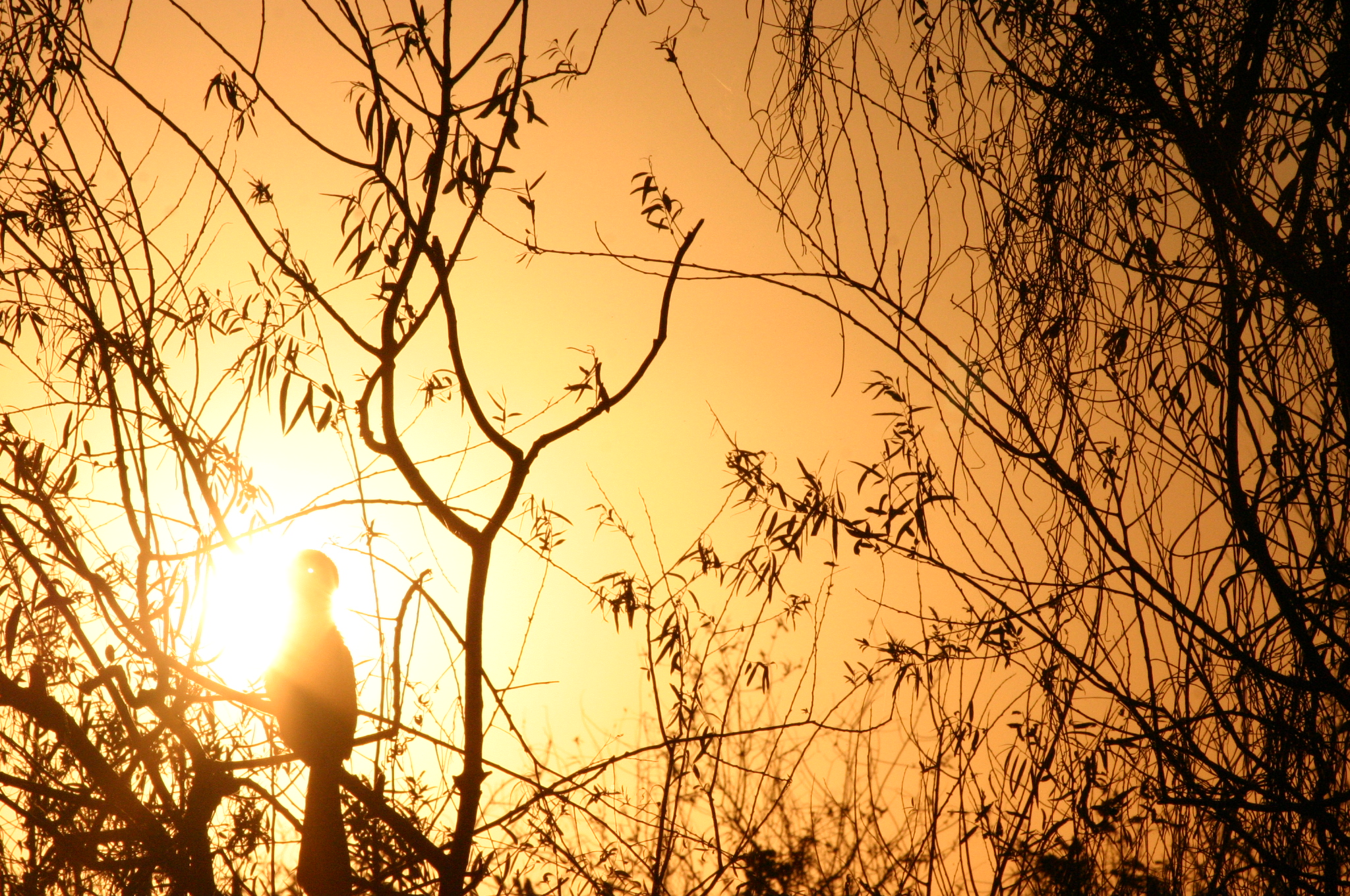
Le soleil se couche sur le marécage de la Shark River.

### Période amérindienne
Les premiers peuplements humains au sud de la Floride datent de 10 000 à 20 000 ans. Deux tribus amérindiennes se développèrent au niveau de la péninsule de la pointe méridionale : les Tequesta vivaient sur la côte orientale et les Calusa, plus nombreux, sur la côte occidentale. Les Everglades servirent de frontière naturelle entre les deux tribus. Les Tequesta vivaient en une seule large communauté près de l'embouchure de la Miami River, tandis que les Calusa possédaient 30 villages différents. Les deux groupes ont voyagé à travers les Everglades, mais y ont rarement vécu, préférant le plus souvent demeurer le long de la côte.
L'alimentation des deux groupes était constituée principalement de coquillages, de poissons, de petits mammifères, de gibier et de plantes sauvages. Ayant accès uniquement aux roches calcaires, peu adaptées à la fabrication d'outils, ceux fabriqués par les deux tribus étaient en os, en dent d'animaux, en coquillage ou encore en bois. Les dents de requins étaient utilisées pour faire des lames coupantes, tandis que les roseaux étaient aiguisés pour fabriquer des lances et des flèches. Les sambaquis existent encore aujourd'hui dans le parc, offrant aux archéologues et aux anthropologues une preuve des matériaux utilisés par les peuples indigènes pour la construction. Les explorateurs espagnols estimèrent le nombre des Tequesta autour de 800, et celui des Calusa autour de 2 000, au premier contact ; bien que le National Park Service indique qu'il y avait probablement une population de 20 000 Amérindiens vivant dans ou près des Everglades lorsque les espagnols les rencontrèrent pour la première fois, à la fin du XVIe siècle. La société Calusa était plus évoluée, et disposait d'un système de strates sociales, et étaient notamment capables de creuser des canaux. Les Calusa résistèrent même aux premières tentatives de conquête des Espagnols.
Bien que les Espagnols aient été en contact avec ces tribus, ils établirent des missions plus au nord, près du lac Okeechobee. Au XVIIIe siècle, une invasion Creek incorpora les derniers Tequesta restants à leur peuple. Les civilisations des Tequesta et des Calusa se sont éteintes avant les années 1800, la famine, la guerre et l'esclavage ayant éradiqué ces deux tribus. La seule preuve de leur existence à l'intérieur du parc est la présence de nombreux sambaquis construits par les Calusa.
Au début du XIXe siècle, des Creeks, des esclaves africains évadés et d'autres Amérindiens du nord de la Floride fuyant la guerre Creek s'installèrent et formèrent la nation séminole de la région. Après la fin des guerres séminoles en 1842, ces derniers se retirèrent en Oklahoma. Quelques centaines de chasseurs et d'explorateurs séminoles s'installèrent également dans ce qui est aujourd'hui la réserve nationale de Big Cypress, afin d'échapper à l'émigration vers l'ouest. De 1859 à 1930, les Séminoles et les Miccosukee (une tribu similaire bien que linguistiquement différente), vécurent du commerce malgré un isolement relatif. En 1928, arpentage et construction débutèrent sur le Tamiami Trail, le long du bord septentrional des Everglades. La route a non seulement traversé les Everglades, mais a également introduit un trafic constant, bien que faible, de colons européens dans les Everglades.
Quelques membres des Miccosukee et des Séminoles continuent à vivre à l'intérieur des limites du parc. La gestion du parc inclut également l'approbation des nouvelles politiques et procédures par les représentants de ces tribus afin qu'elles « ne soient pas incompatibles avec l'objectif du parc ».

### Colonisation américaine
Après la fin des guerres Séminoles, les américains commencèrent à coloniser des points isolés le long de la côte là où se trouve aujourd'hui le parc, de l'archipel des Ten Thousand Islands (les « Dix-mille îles » en anglais) au Cap Sable. Des communautés se développèrent au niveau des deux plus grandes zones au sol sec de la région, sur l'île de Chokoloskee et à Flamingo sur le Cape Sable, qui ont établi des postes au début des années 1890. L'île de Chokoloskee est un sambaqui construit sur environ 6 mètres, durant les milliers d'années d'occupation du territoire par les Calusa. Les colonies et Chokoloskee et de Flamingo servirent de centres d'échange pour de petites populations d'agriculteurs, de pêcheurs et de charbonniers installés sur les Ten Thousand Islands. Les deux colonies et les fermes les plus isolées n'étaient accessibles que par bateau pendant une bonne partie du XXe siècle. Everglades City, sur le continent près de Chokoloskee, connut une brève période de prospérité lorsqu'en 1920, elle servit de quartier général pour la construction du Tamiami Trail. Un sentier en provenance de Florida City atteignit Flamingo en 1922, tandis qu'une digue relia finalement Chokoloskee à Everglades City en 1956,. Après la construction du parc, les résidences de Flamingo furent rachetés, et le site fut incorporé au parc en tant centre pour les visiteurs.

### Développement de la région et conservation

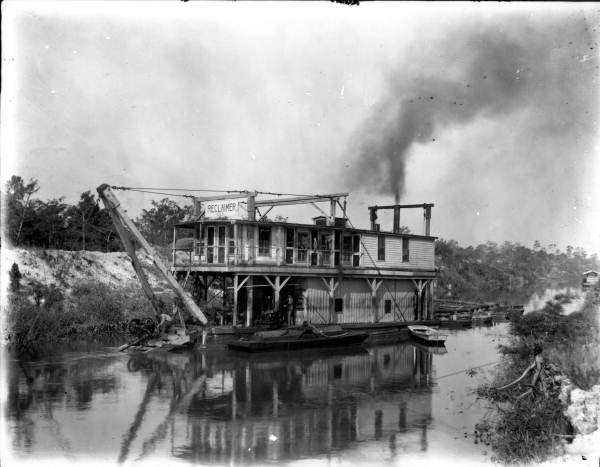
Écluse construite dans les Everglades en 1906.

De nombreuses tentatives furent faites pour drainer et développer les Everglades des années 1850 aux années 1890. Les premiers canaux construits dans les Everglades eurent une faible incidence sur l'écosystème, n'étant pas capables de drainer beaucoup d'eau. Cependant, Napoleon Bonaparte Broward, gouverneur de la Floride de 1905 à 1909, basa la majeure partie de sa campagne de gouvernorat sur le drainage des Everglades, afin de créer « L'Empire des Everglades ». Broward supervisa le drainage entre 1905 et 1910, ce qui fut un succès et permit aux promoteurs immobiliers de vendre des terrains à 30 $ l'acre, installant la ville de Davie, et développant les régions des comtés de Lee et de Miami-Dade. Les canaux permirent également de retirer l'eau, ce qui ouvrit la voie à la culture de la canne à sucre,.
Les années 1920 virent une forte augmentation démographique en Floride du Sud qui créa une demande de terrain décrite par l'auteur Michael Grunwald comme « malsaine ». Les terrains furent vendus avant que des maisons ou structures y furent construites, et dans certains cas avant que le moindre plan de construction ne soit réalisé. Les nouveaux propriétaires, désireux de faire de bons investissements, construisirent à la hâte des foyers ou des petites villes sur les terres récemment drainées. Les mangroves de la côte furent retirées pour améliorer la vue et remplacés par des palmiers plantés à la hâte. Le Corps du génie de l'armée des États-Unis commença la construction de canaux plus larges pour contrôler la montée des eaux des Everglades. Néanmoins, le lac Okeechobee continua de se remplir et déborda, la région étant envahie par la pluie, et les urbanistes tentèrent d'affronter cette montée soudaine. L'ouragan de 1926 à Miami (surnommé Big Blow, soit « Grand Souffle » en français) provoqua une inondation par l'Okechobee, détruisant les digues placées pour empêcher une éventuelle crue. Des douzaines de personnes qui se dirigeaient vers le sud furent noyées. Deux ans plus tard, l'ouragan de l'Okeechobee en 1928 tua 2 500 personnes, l'eau du lac ayant encore réussi à franchir les digues. Les politiciens qui avaient déclaré les Everglades inhabitables furent réduits au silence par la mise en place d'un mur de quatre étages, le Herbert Hoover Digue, autour de l'Okeechobee. Ce mur coupa la source d'eau alimentant les Everglades en provenance du lac.
Après la construction du mur, la Floride du Sud endura une terrible sècheresse qui causa de nombreux incendies en 1939. L'influence humaine avait un effet néfaste sur la faune et la flore de la région quand des niaoulis furent introduits pour aider au drainage, couplés avec des casuarinacées australiens utilisés comme brise-vent. Les arbres de la région furent dévastés par l'industrie du bois. Les alligators, grenouilles, poissons et oiseaux furent massivement chassés. Des gens prétendant faire partie de la société Audubon massacrèrent des colonies entières d'oiseaux pour récupérer leurs plumes. Cependant, le principal impact humain sur la région fut provoqué par le détournement de l'eau loin des Everglades. Les canaux ont été élargis et approfondis, faisant chuter le niveau d'eau de manière spectaculaire, et provoquant un terrible déséquilibre dans les chaînes alimentaires. L'eau salée remplaça l'eau douce dans les canaux, et des scientifiques remarquèrent en 1997 que cette eau salée s'infiltrait dans l'aquifère Byscaine, principale source d'eau du sud de la Floride.
Dans les années 1940, une auteure et reportrice freelance, Marjory Stoneman Douglas, travaillant pour The Miami Herald, commença à chercher si les Everglades avaient une influence sur la Miami River. Elle étudia la terre et l'eau de la région pendant 5 ans, et publia le livre The Everglades: River of Grass en 1947, décrivant la région dans les moindres détails, et ajoutant un chapitre sur sa disparition. Elle écrivit notamment :

« Ce qui a été une rivière d'herbe et d'eau douce, qui a donné un sens à la vie et un caractère unique à cet énorme espace géographique à travers les siècles, dans lequel l'homme n'a pas sa place, a été transformé, dans un geste chaotique et empli d'ignorance et de folie, en une rivière de flammes. »

— The Everglades: River of Grass, page 375
500 000 exemplaires de l'ouvrage furent vendus depuis sa publication, et l'investissement continuel de Douglas dans la cause écologique lui valut les surnoms de « Grande Dame des Everglades », « Grand-mère des Everglades » et d'« Anti-Christ », pour son but singulier au détriment de certains intérêts politiques. Elle a fondé et présidé une association nommée « Les amis des Everglades » (Friends of the Everglades), initialement créée pour protester contre la construction d'un aéroport pour jets dans le Big Cypress en 1968. Après le succès de cette opération, l'association atteignit les 4 000 adhérents, demeurant vouée à la protection des Everglades. Douglas écrivit et parla à propos de l'importance des Everglades jusqu'à sa mort en 1998, à l'âge de 108 ans.

## Histoire du parc national des Everglades

### Création du parc national
L'espoir des Floridiens de préserver au moins une partie des Everglades débuta en 1923, avec la proposition de faire de la région un parc national. Cinq ans plus tard, l'État de Floride établit la Commission du parc national des Everglades tropicales (Tropical Everglades National Park Commission) pour étudier la création d'une zone protégée. La commission était dirigée par un promoteur immobilier conservateur nommé Ernest F. Coe, qui fut surnommé « Père du parc national des Everglades » (Father of the Everglade National Park). Le plan original de Coe pour le parc incluait plus de 810 000 hectares, avec le Key Largo et le Big Cypress, mais sa réticence à faire des compromis empêcha presque la création du parc. D'autres intéressés, notamment des promoteurs immobiliers et des chasseurs, exigèrent une partie des terres.
La commission fut également chargée de trouver un moyen de collecter des fonds afin d'acheter des terres supplémentaires. Cette recherche coïncida avec le début de la Grande Dépression aux États-Unis, ce qui rendit l'argent recherché rare. La Chambre des représentants des États-Unis autorisa la création du nouveau parc national le 30 mai 1934, mais uniquement avec une clause garantissant qu'aucun argent ne serait alloué au projet pendant au moins cinq ans. Coe et le sénateur américain Spessard Holland ont politiquement pleinement contribué à établir, après que Holland eut été capable de négocier 5 300 km2 de parc, laissant de côté le Big Cypress, le Key Largo et la zone de la Turner River, et un lopin de terre de 89 km2 appelé le « Hole in the Donut » (littéralement : le « Trou dans le Beignet ») qui était d'une trop grande valeur pour l'agriculture. John Pennekamp, éditeur du Miami Herald a contribué à pousser l'Assemblée législative de Floride à lever deux millions de dollars pour acheter des terres privées à l'intérieur du parc. Le parc fut inauguré par le président Harry Truman, le 6 décembre 1947, soit un mois après la publication du livre de Marjory Douglas. La même année, plusieurs tempêtes tropicales frappèrent le sud de la Floride, incitant à la construction de 2 300 km de canaux, qui envoyaient l'eau non voulue par les agriculteurs et les résidents vers l'océan.
Peu de choses changèrent dans les années 1960, lorsque le parc fut mis en danger par le détournement de l'eau vers les aires métropolitaines. Bien que le corps du génie de l'armée des États-Unis ait été chargé de fournir suffisamment d'eau au parc, il ne donna pas suite à cette instruction. Les conflits politiques concernèrent la quantité d'eau que le parc recevait, alors que certains de ses lacs et de ses rivières devenaient des flaques boueuses. En 1972, un avis fut introduit pour freiner le développement du sud de la Floride afin d'assurer que le parc recevrait la quantité d'eau dont il avait besoin. Parmi les efforts fournis pour la réparation des dommages de plusieurs décennies de mauvaise gestion, le corps des ingénieurs cessa en 1990 de bâtir des canaux et des barrages pour se dédier uniquement à des « projets purement environnementaux ».
Les régions initialement délimitées par Ernest Coe furent lentement ajoutées au parc national, ou incorporées dans d'autres zones protégées comme le parc national de Biscayne, la réserve nationale de Big Cypress, le parc d'État de John Pennekamp Coral Reef sur le Key Largo, le refuge sauvage national de Ten Thousand Islands ou encore le « Hole in the Donut », toutes déclarées zones protégées après l'ouverture du parc national des Everglades en 1947. Ce dernier fut déclaré réserve de biosphère internationale le 26 octobre 1976. Le 10 novembre 1978, la majeure partie du parc fut déclarée zone de naturalité. Ces désignations couvrent 5 247 km2 en 2003, soit environ 86 % de la superficie du parc. Il fut enfin classé au patrimoine mondial de l'UNESCO le 24 octobre 1979 et comme Zone Humide d'Importance Internationale le 4 juin 1987.

### Efforts de restauration

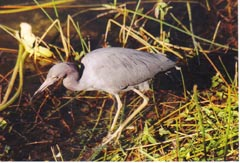
Jeune héron chassant près des eaux de l'Anhinga Trail.

Le président américain George H. W. Bush signa le Everglades National Park Protection and Expansion Act (« Acte de protection et d'expansion du parc national des Everglades ») le 13 décembre 1989 qui octroya 443,16 km2 supplémentaires à la partie orientale du parc, le ferma aux hydroglisseurs, ordonnant au département de l'armée de restaurer l'approvisionnement en eau dans le but d'améliorer les écosystèmes des Everglades, et « ordonnant au secrétaire à l'Intérieur de gérer le parc afin d'y maintenir l'abondante naturalité, la diversité et l'intégrité écologique de la faune et de la flore, ainsi que le comportement des animaux dans leur écosystème ». Bush ajouta dans sa déclaration après avoir signé l'acte : « Grâce à cette loi, cette rivière d'herbe va pouvoir retrouver son débit d'eau naturel. ». Le parc fut malgré tout placé en 1993 dans la liste du patrimoine mondial en péril.
En 2000, le Congrès des États-Unis proposa un plan dans le cadre de la restauration des Everglades, nommé Comprehensive Everglades Restoration Plan (CERP), avec pour objectif de « préserver, restaurer et protéger l'écosystème sud-floridien tout en répondant aux besoins de la région relatifs à l'eau », et prétendant être la plus vaste opération de restauration environnementale de l'histoire. Ce plan fut controversé : ses détracteurs regrettent qu'il se base sur des « technologies incertaines, néglige la qualité de l'eau, subventionne pour endommager la croissance et retarde les bénéfices environnementaux ». Les supporters du plan, dont la société nationale Audubon, furent accusés par les Amis des Everglades et par la Fondation Légale de la Biodiversité (Biodiversity Legal Foundation) de favoriser les intérêts agricoles et économiques.

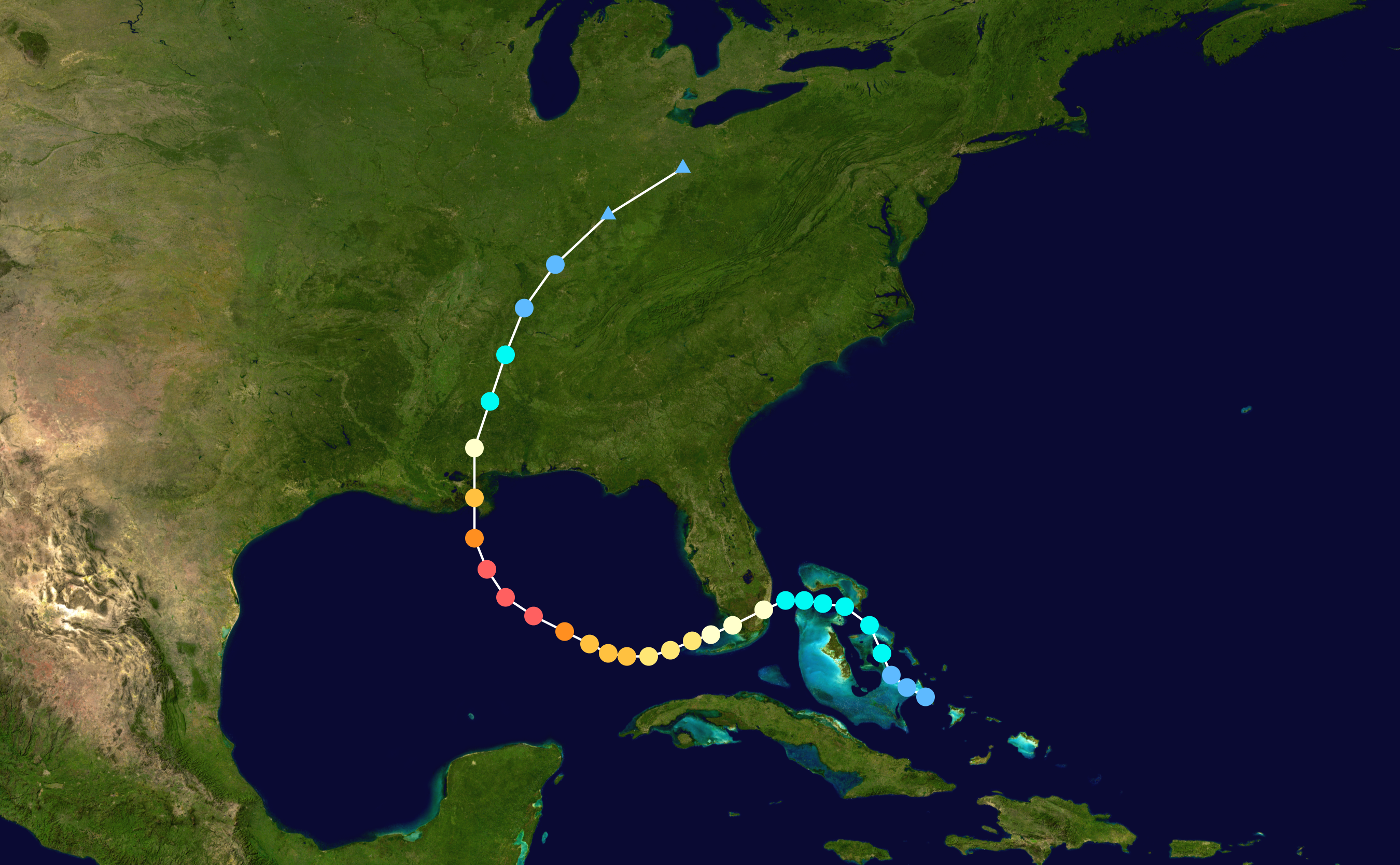
Trajet de l'ouragan Katrina de 2005. On peut voir qu'il passe par les Everglades.

Les projets du CERP étaient de récupérer 6,4 milliards de litres d'eau douce par jour, la stocker dans des réservoirs souterrains et la lâcher dans des zones de 16 comtés sud-floridiens. Environ 14 400 hectares de terres humides artificielles devaient être construites pour empêcher la contamination de l'eau destinée aux Everglades, et 390 km de canaux qui détournaient l'eau des Everglades devaient être détruits. Pendant les cinq premières années de mise en place du plan, le CERP fut chargé de l'achat de 840 km2 de terres pour un coût d'un milliard de dollars. Le plan visait une dépense de 10,5 milliards en 30 ans, combinant 50 projets distincts en leur octroyant des délais de 5 ans. Si l'État de Floride ne respectait pas les délais fixés par le CERP, la justice fédérale était en mesure de mettre fin à la colonisation et de cesser le financement fédéral des projets de restauration. Grâce aux projets, les Everglades furent retirées de la liste du patrimoine mondial en péril en 2007.
Le parc fut directement touché par les ouragans Katrina, Wilma et Rita en 2005. Ces tempêtes sont naturelles dans l'écosystème du parc : l'ouragan Donna, en 1960, avait ravagé la mangrove sur plusieurs kilomètres, mais 30 ans plus tard la zone était complètement régénérée. Comme on pouvait le prévoir, les structures artificielles furent les plus touchées par les ouragans de 2005. Le centre pour les visiteurs et le chalet de Flamingo furent endommagés par des vents de 201 km/h et par des ondes de tempête de 2,4 m. Le chalet fut fermé à partir de 2007, tandis que le centre pour les visiteurs, très touché, restait ouvert uniquement pendant la saison de forte activité, de décembre à mars.

### Aspects économiques
Le parc national rapporta en 2005 un budget de plus de 28 millions de dollars. 14,8 millions de dollars furent accordés au National Park Service, tandis que les 13,2 millions restants furent octroyés à d'autres organismes comme le CERP, les donations et autres subventions. Les frais d'entrée pour les véhicules variaient de 10 $ à 200 $ pour les autobus. Parmi le million de visiteurs du parc en 2006, plus de 38 000 passaient une nuit à camper, payant 16 $ la nuit, ou 10 $ pour les permis de naturalité. Les visiteurs ont dépensé 2,6 millions de dollars au sein du parc et 48 millions dans les zones économiques locales. Plus de 900 emplois ont été créés ou maintenus dans le parc et à proximité, et ce dernier ajouta une valeur de 35 millions de dollars à l'économie locale.

## Activités

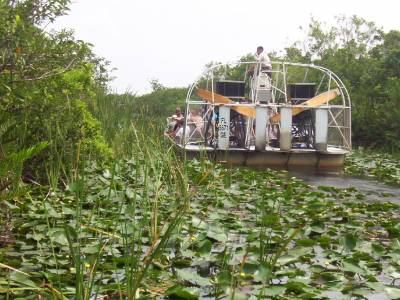
Hydroglisseur circulant dans les Everglades.

La haute saison touristique se situe entre décembre et mars, lorsque les températures sont basses et les moustiques moins actifs.
Le parc dispose de quatre centres ouverts aux visiteurs. Sur le Tamiami Trail (section de la Route 41), directement à l'ouest de Miami se trouve le Shark Valley Visitor Center. Un sentier de 24 km part du centre vers une tour d'observation de deux étages (deuxième étage fermé au public). Des tours en tram sont disponibles pendant toute la saison active. Près de Homestead se trouve le Ernest F. Coe Visitor Center, où une route de 61 km commence, serpentant à travers la pinède rocheuse, les cyprès, la prairie de marne, la plaine côtière et la mangrove. Plusieurs itinéraires de promenade sont accessibles à partir de la route de graviers, qui va vers le Flamingo Visitor Center, ouvert et achalandé durant les périodes les plus actives de l'année. Le Gulf Coast Visitor Center est proche d'Everglades City et de la route SR29 le long de la côte occidentale. Ce centre délivre des permis de canoë pour le Wilderness Waterway, un itinéraire de canoë de 160 km qui va jusqu'au Flamingo Center. La côte occidentale et les Ten Thousand Islands, de même que les diverses keys de la baie de Floride, sont accessibles uniquement par bateau.

### Itinéraires

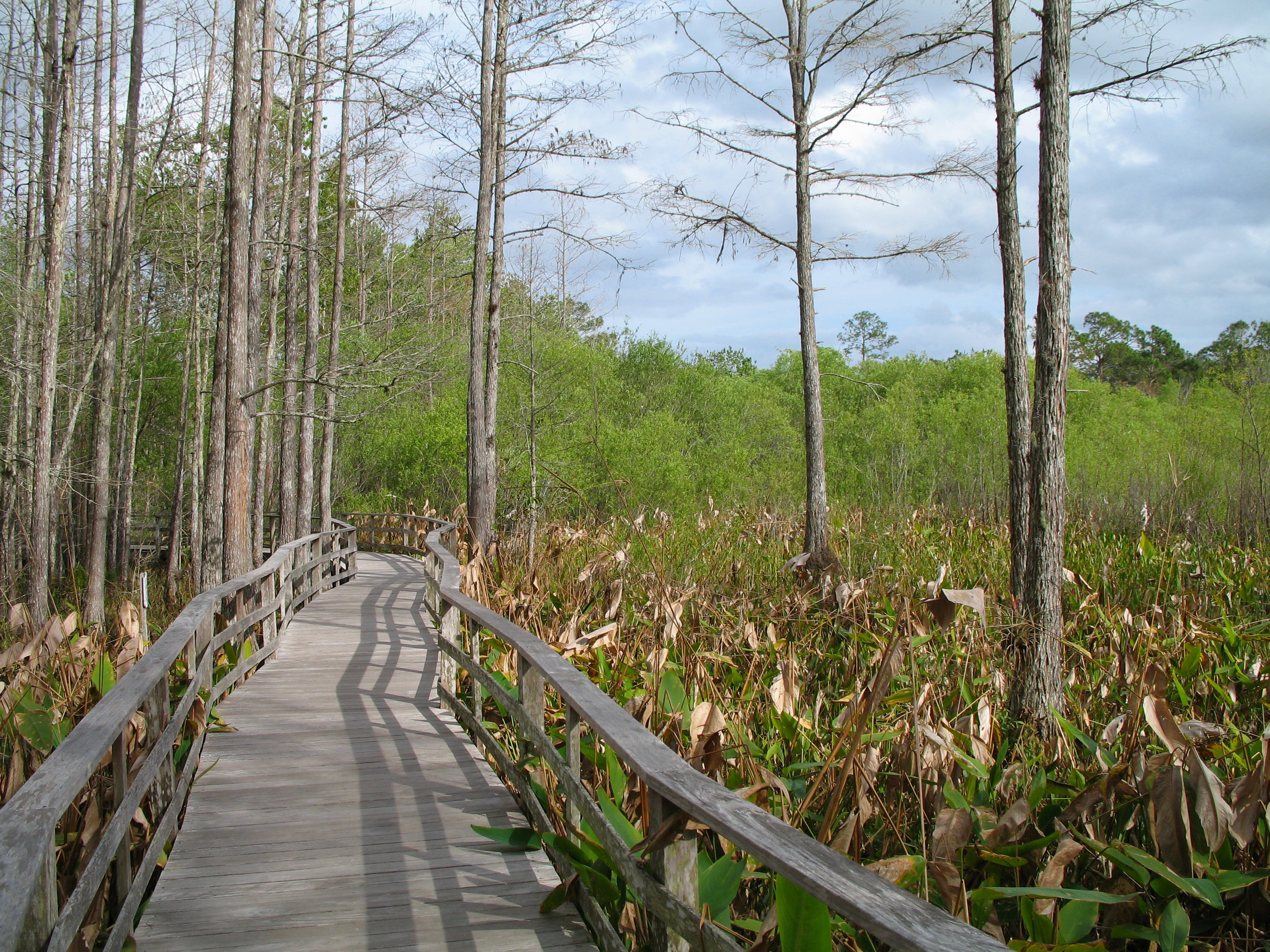
Le Corkscrew Swamp Sanctuary, exploité par la société nationale Audubon.

Il existe dans le parc plusieurs itinéraires de marche de difficulté variable sur Pine Island, où les visiteurs peuvent traverser les hammocks tropicaux, les pinèdes et les marécages d'eau douce. Débutant au Royal Palm Visitor Center, l'Anhinga Trail est un terrain guidé d'environ 800 mètres à travers un marais de marisque où les visiteurs peuvent voir des alligators, des oiseaux, des tortues et des broméliacées. Sa proximité de Homestead et son accessibilité en font un des sites les plus visités du parc. Le Gumbo Limbo Trail est un autre itinéraire autoguidé, d'à peu près la même longueur que l'Anhinga. Il traverse une canopée de hammocks incluant des gumbo-limbos, des roystonea et des ficus barbata, et diverses épiphytes. 45 km de chemin commencent près du key Long Pine, et sont adaptés au Mountain Biking à travers les pinèdes du Marjory Stoneman Douglas Wilderness Area. Deux sentiers en bordure permettent aux visiteurs de se promener dans une forêt de cyprès au Pa-Hay-O-Kee, qui dispose également d'une vue sur deux étages, et un autre à Mahogany Hammock qui mène les randonneurs à travers une forêt dense jusqu'au milieu d'une prairie marécageuse. Près de Flamingo, des sentiers plus accidentés attirent les visiteurs dans les mangroves, et le long de la baie de Floride. Le Christian Point Trail, le Snake Bight Trail, le Rowdy Bend Trail et le Coastal Prairie Trail permettent de voir des oiseaux côtiers et des échassiers le long des mangroves. Des portions de sentiers ont dû être fermées à cause des dommages occasionnés par les ouragans, et les visites guidées par des rangers ont lieu uniquement lors de la saison active.

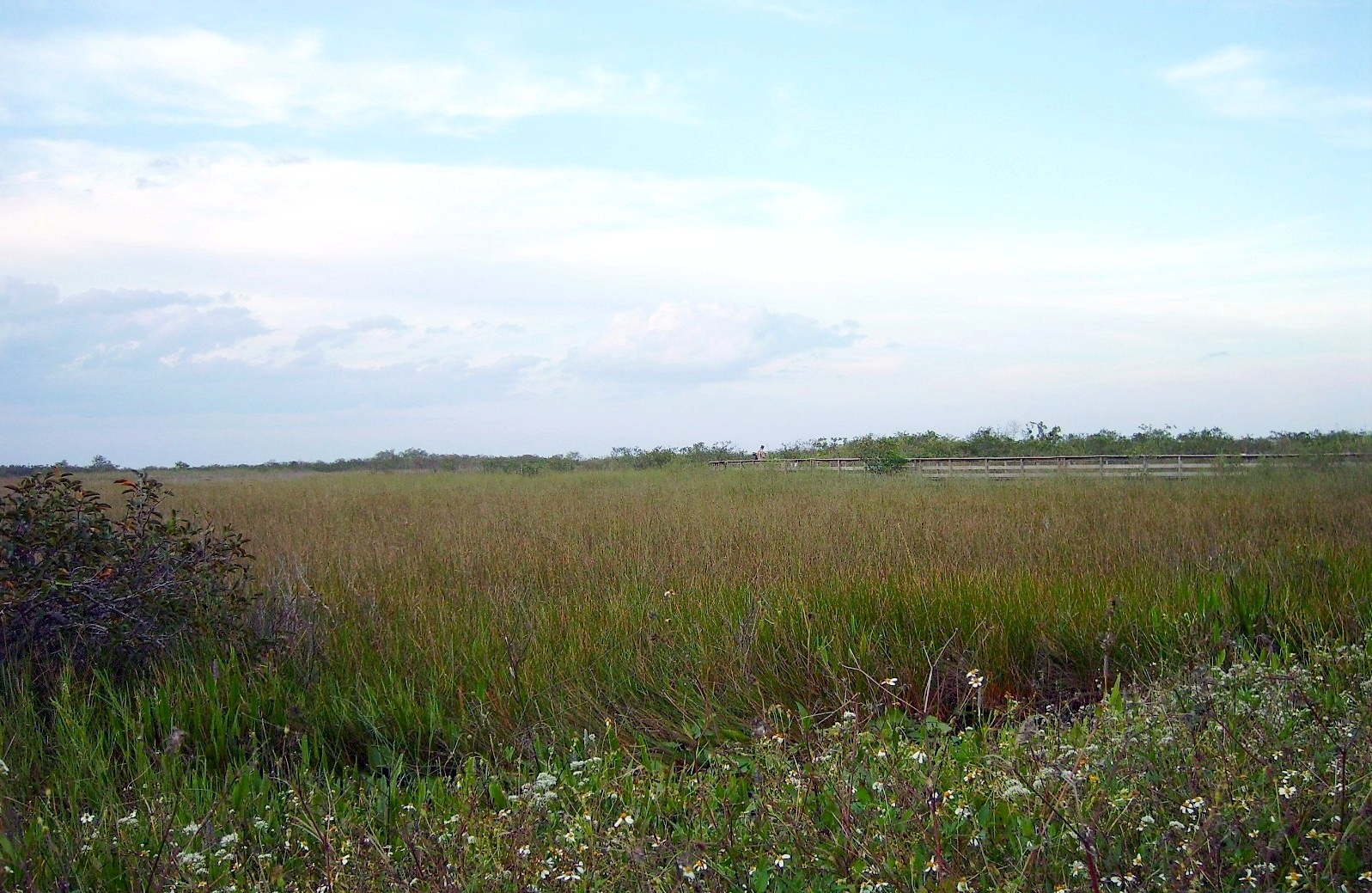
LAnhinga Trail.

Il existe également des itinéraires aquatiques, comme le Wilderness Waterway, qui relie Flamingo à Everglades City.

### Camping et divertissement
Les sites de camping sont ouverts toute l'année dans le parc. Un camping, avec quelques services, existe près du Ernest F. Coe Visitor Center, où 108 emplacements sont accessibles par voiture. Près de Flamingo se trouvent 234 emplacements avec également quelques services. Des sites pour camping-cars existent sur ces sites, mais pas avec tous les services nécessaires. Les permis de naturalité sont requis pour les sites de camping le long du Wilderness Waterway, les sites du Gulf Coast, et d'autres emplacements situés sur divers keys. Plusieurs sites de campements sont constitués de chickees (cabanes Séminoles). D'autres sont des plages.
Les bateaux à moteur de faible puissance sont autorisés au sein du parc, bien que la majeure partie des zones d'eau salée leur soient interdites pour protéger les lamantins y vivant. Les motomarines, hydroglisseurs et autres embarcations motorisées personnelles sont interdites. Cependant, plusieurs itinéraires autorisent les canoës et les kayaks. Une licence d'État est requise pour pêcher, et bien que les licences pour la pêche en eau douce ne soient pas vendues dans le parc, il est possible d'en trouver pour la pêche en eau salée. Il n'est pas recommandé de nager, notamment depuis que les alligators, les mocassins d'eau, les tortues hargneuses et les crocodiles pullulent dans l'eau douce, et les requins, les barracudas et des coraux dangereux dans l'eau de mer. De plus, la visibilité est très faible dans les deux types d'eau.

## Menaces pour l'écologie et pour le parc

### Détournement et qualité de l'eau

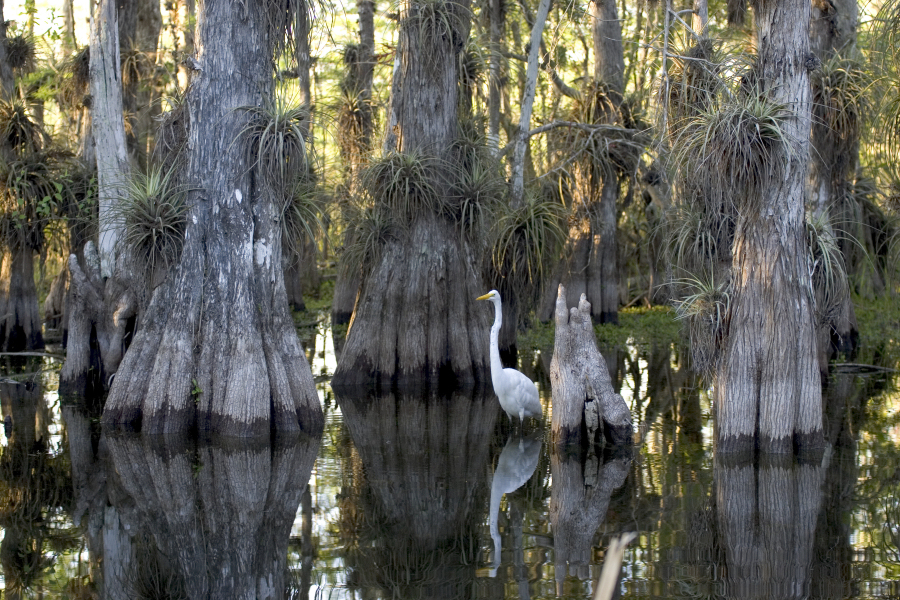
Broméliacées poussant sur des cyprès tandis qu'une grande aigrette passe à côté.

Moins de 50 % de ce qui existait des Everglades avant le drainage de l'eau est resté intact aujourd'hui. Les populations d'oiseaux échassiers ont diminué de 90 %. Le détournement de l'eau pour les aires métropolitaines en pleine croissance du sud de la Floride est la plus grande menace pour le parc national des Everglades. Dans les années 1950 et 1960, 2 300 km de canaux et digues, 150 écluses et déversoirs, et 16 stations de pompage furent bâties pour détourner l'eau des Everglades vers les zones urbaines. Les faibles niveaux d'eau rendirent les poissons vulnérables aux reptiles et aux oiseaux, et les marisques sèches pouvant dès lors brûler, des incendies tuèrent les animaux dont se nourrissaient habituellement les échassiers.

Des populations entières d'oiseaux ont disparu dans les années 1960, mais le Miami Herald nota en 2006 que les populations d'échassiers avaient significativement augmenté. Bien qu'optimistes, les dirigeants du parc hésitent à déclarer que les populations d'oiseaux sont sauvées.
La côte occidentale de Floride compte sur la désalinisation pour l'eau douce, mais la quantité demandée est trop importante pour les terres. Les nitrates présents dans l'eau souterraine et les forts niveaux de mercure peuvent avoir un impact sur la qualité de l'eau douce que reçoit le parc. En 1998, une panthère de Floride fut retrouvée morte dans le marécage de la Shark River, avec une quantité de mercure présente dans son organisme suffisante pour tuer un humain. L'augmentation des accidents dus à la prolifération d'algues et à la marée rouge dans la baie de Biscayne et dans celle de Floride ont été attribués en amont à des eaux libérées dans le lac Okeechobee. La brochure donnée aux visiteurs du parc inclut une déclaration disant :

« L'eau douce circulant dans le parc est industrialisée. Avec l'aide de pompes, de digues et de bassins de retenue le long des limites du parc, les Everglades sont toujours en vie bien que diminuées »

— Brochure du parc national des Everglades

### Empiètement urbain
Une série de digues le long de la bordure orientale du parc marque la limite entre les zones urbaines et les zones protégées, mais le développement des aires métropolitaines menace les Everglades. La Floride continue d'attirer environ 300 000 nouveaux résidents chaque année, et la construction de zones résidentielles, commerciales ou industrielles près du parc pertubent l'équilibre de l'eau et des écosystèmes s'y trouvant. Les villes de Fort Myers, de Naples et de Cape Coral sont en pleine croissance, mais aucune digue n'existe pour marquer la frontière avec le parc. Le magazine National Geographic donna au parc national des Everglades et à la réserve nationale de Big Cypress la plus basse note dans son classement des parcs nationaux d'Amérique du Nord (32/100). Ce classement évaluait 55 parcs sur des critères de tourisme durable, de qualité du lieu et de gestion du parc. Les experts ayant publié ces résultats justifièrent celui des Everglades par le fait que :

« L'empiètement des résidences et du développement commercial a précipité la chute libre de précieux écosystèmes, et si l'humanité ne fait pas marche arrière, il ne restera plus rien des plus incroyables trésors de ce pays. »

— Hope Hamashige dans National Geographic

### Animaux menacés ou en danger

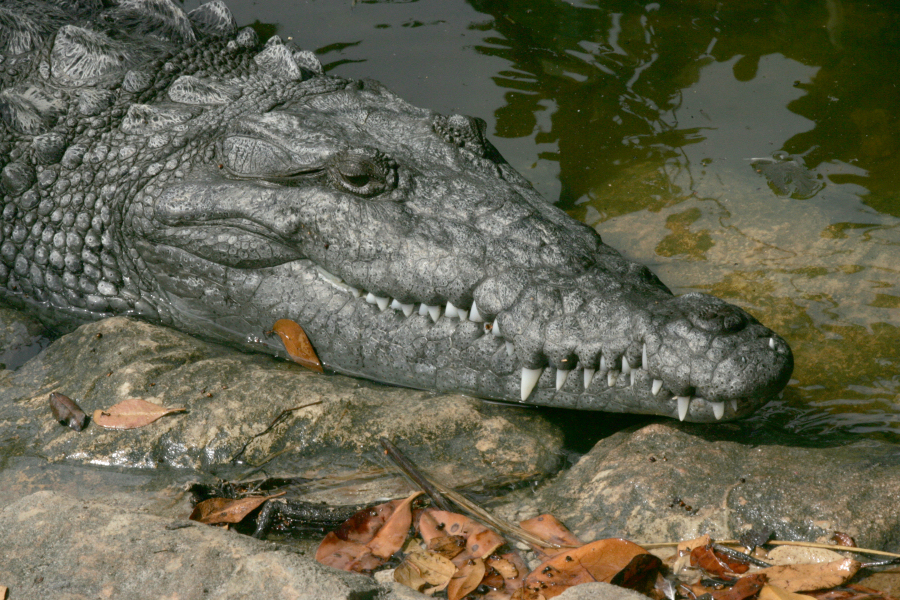
Le crocodile américain possède des différences notables avec l'alligator. La destruction de son habitat et les collisions avec les véhicules sont ses principales menaces.

Parmi les 36 espèces protégées par l'État vivant dans le parc, certaines sont très gravement menacées. Les seuls spécimens de crocodile américain présents aux États-Unis vivent au sud de la Floride. Autrefois chassés pour leur peau, ils sont aujourd'hui protégés contre la chasse, mais sont toujours menacés par la destruction de leur habitat, et parfois blessés par des véhicules passant près des cours d'eau. Environ 50 nids existent dans les parcs nationaux des Everglades et de Biscayne, et environ 1 000 crocodiles vivent actuellement en Floride. Le nombre de crocodiles au sud de la Floride a récemment augmenté, de même que celui d'alligators, et les crocodiles furent redéclarés « menacés » aux États-Unis en 2007.
La panthère de Floride est l'un des mammifères les plus menacés au monde. Elle vit principalement dans les Everglades et dans le marais du Big Cypress. Elles sont moins de 100 à vivre encore à l'état sauvage. Les plus grandes menaces pour cet animal viennent de la destruction de son habitat, des collisions avec les véhicules, de la consanguinité due à la faible diversité génétique présente, des parasites, des maladies et de l'empoisonnement par le mercure.
Cinq espèces de tortues de mer, à savoir la tortue verte, la tortue imbriquée, la caouanne, la tortue bâtarde et la tortue luth sont gravement menacées. Leur nombre est difficile à déterminer précisément, de par le fait que les mâles et les juvéniles ne reviennent jamais sur la terre après leur naissance, et bien que les femelles reviennent pondre tous les ans au même endroit. La perte de leur habitat, le braconnage et les pratiques de pêche destructrices sont les principaux dangers pour ces animaux.
Deux espèces d'oiseaux sont en plus grand danger d'extinction. Le bruant maritime du Cap Sable ne vit que dans le parc national des Everglades et dans la réserve de Big Cypress. En 1986 cette espèce comptait 6 656 spécimens au sein du parc, mais des enquêtes sur dix ans ont montré que la population de cette espèce avait décliné à 2 624 spécimens en 2002.
Les tentatives pour retrouver les niveaux d'eau naturels du parc ont été controversées : le bruant du Cape Sable fait son nid à environ 30 cm de l'eau, et la montée du niveau de l'eau peut mettre en danger les populations futures, de même que pour le menacé milan des marais. Ce dernier se nourrit presque exclusivement d'escargots amphibies (Pomacea bridgesii), et le parc national des Everglades est le seul lieu des États-Unis où cet oiseau de proie existe. Quelques preuves de l'augmentation de sa population ont été mises en évidence, mais les pertes de son habitat et de sa source de nourriture maintiennent la population à quelques centaines.
Le lamantin des Caraïbes est récemment passé d'espèce « menacée » à « en danger ». La perte de son habitat et les collisions avec les navires demeurent les principales menaces de ce mammifère.

### Sécheresse, incendies et montée du niveau de la mer

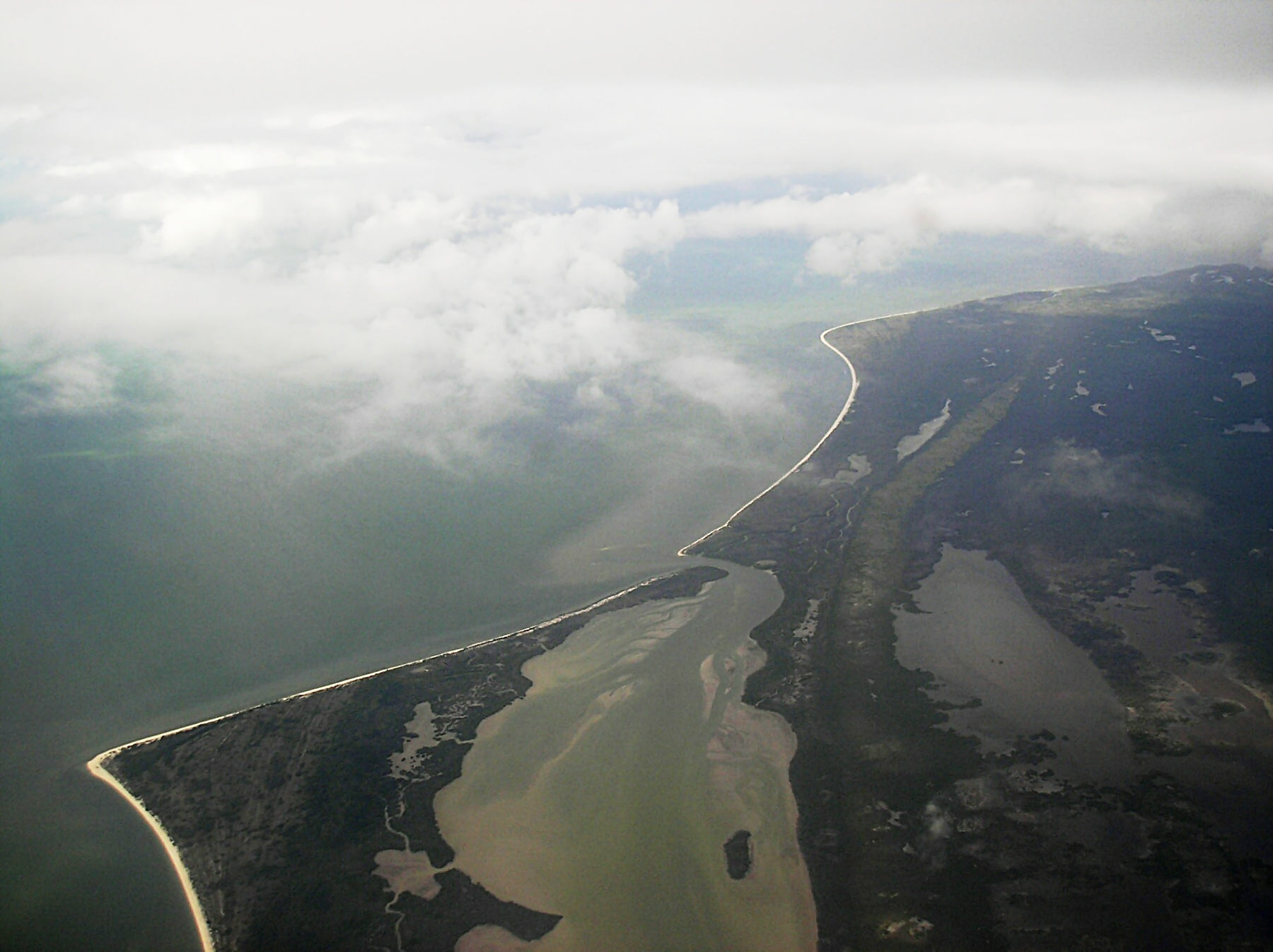
Vue aérienne de la pointe sud-ouest du parc national des Everglades.

Des incendies ont lieu naturellement après les tempêtes, mais sont d'autant plus dangereuses que le niveau d'eau est bas. Les hammocks et les cyprès sont susceptibles d'être gravement endommagés par le feu, et certains peuvent mettre des décennies à se régénérer. La tourbe créée en plusieurs siècles dans les marécages peut provoquer des incendies et laisser de profondes marques sur le sol. En 2007, le SFWMD (South Florida Water Management District) déclara que :

« Une extrême sécheresse peut être aussi catastrophique qu'un volcan. Cela peut remodeler l'ensemble du paysage. Cela peut prendre mille ans pour obtenir 2 pouces de tourbe, mais vous pouvez perdre ces deux pouces en une semaine. »

— Curtis Morgan, « Drought could cripple Everglades' life »
La montée du niveau de l'eau, provoquée par le réchauffement climatique, est une des autres menaces pour l'avenir du parc. Depuis 1932, le niveau de la mer près de Key West n'a cessé de monter jusqu'à atteindre 20 cm de plus, ce qui peut avoir des conséquences désastreuses pour les terres côtières. D'après une estimation, d'ici 500 ans, les habitats d'eau douce des Everglades auront été oblitérés par l'eau salée, ce qui ne laissera intacte que la partie nord du parc. Les dépenses prévues pour élever ou remplacer le Tamiami Trail et le Alligator Alley par des ponts s'élèvent à plusieurs centaines de millions de dollars.

### Espèces étrangères aux Everglades

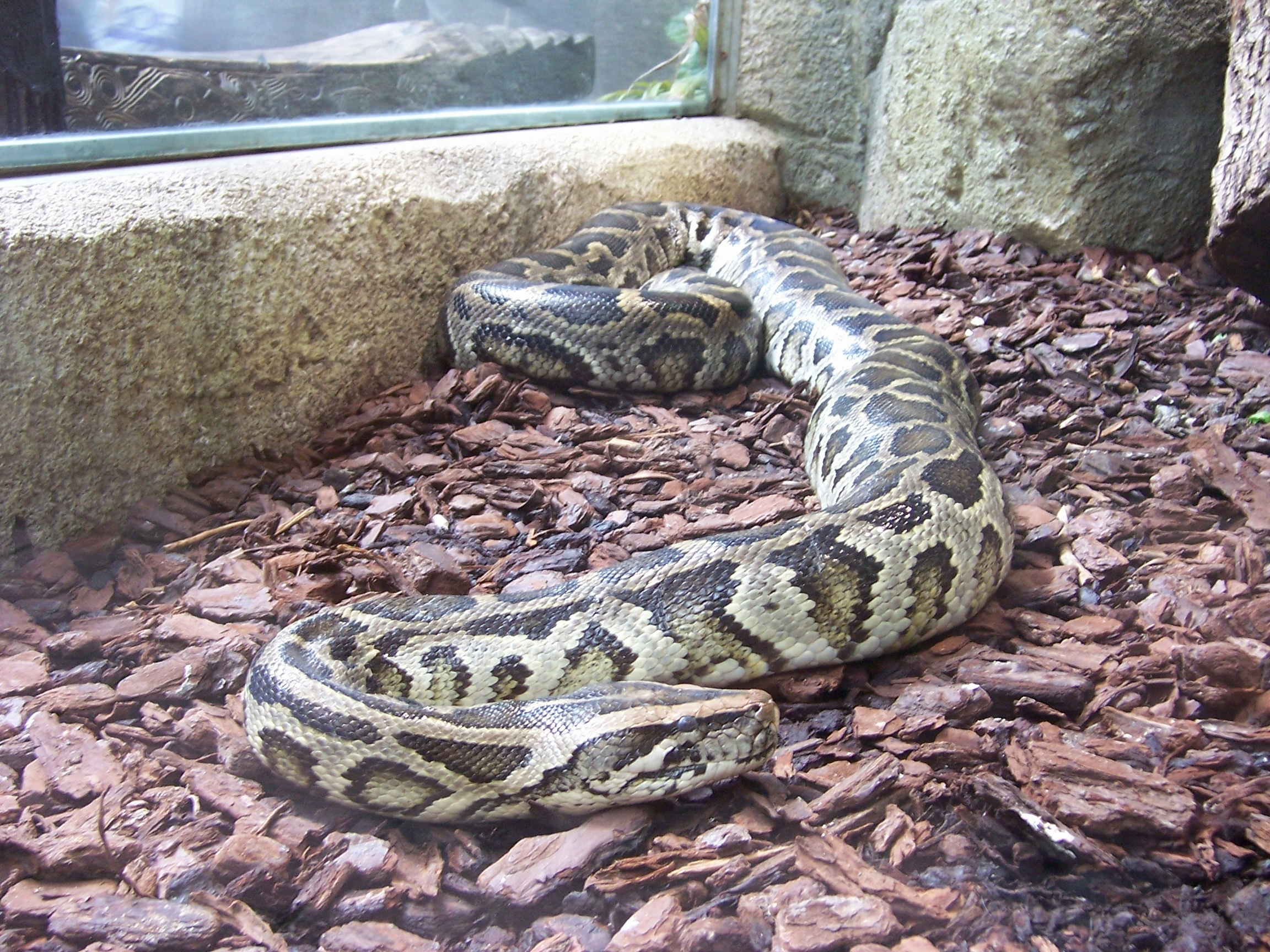
Python birman

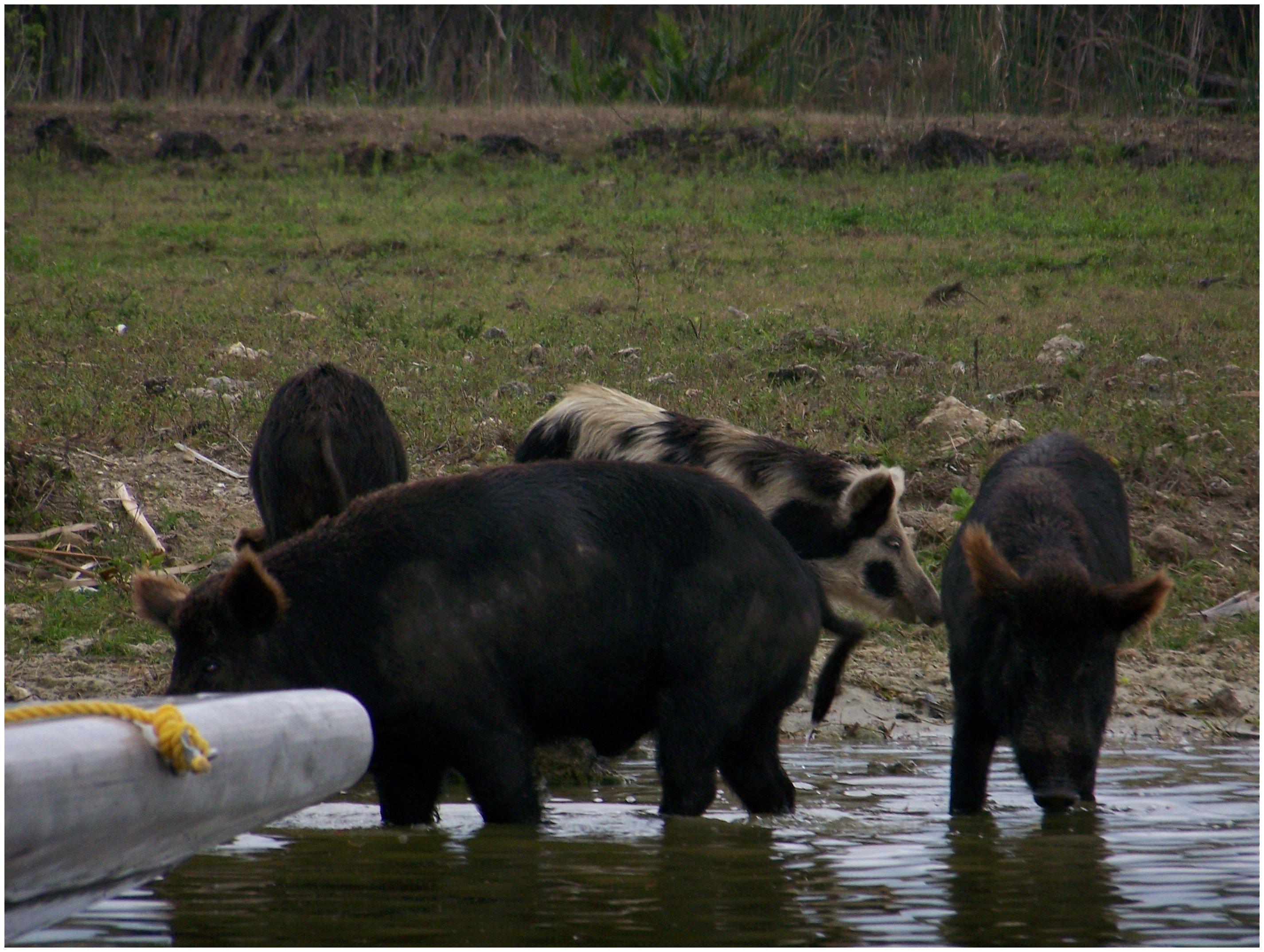
Sangliers dans les Everglades.

Une autre menace grandissante ces dernières années est l'introduction d'espèces étrangères dans les écosystèmes. Le niaouli, introduit au XXe siècle pour aider au drainage de l'eau, est une des causes de la destruction de la plupart des espèces végétales en laissant des zones marécageuses desséchées. Le faux-poivrier brésilien a également envahi la région, se mettant en concurrence avec les plantes dont se nourrissent habituellement les animaux, et étant de plus difficile à éliminer. Le python birman, introduit en Amérique du Nord, est une des plus incroyables espèces animales. Ces serpents sont en effet capables d'atteindre une taille de plus de 6 mètres, et des visiteurs ont déjà vu de tels spécimens en lutte avec des alligators. Selon Kenneth Krysto, du Museum d'Histoire Naturelle de Floride :

« Ils [ces serpents] sont maintenant les plus grands prédateurs des Everglades. Il n y a rien de plus gros. »

— Kenneth Krysto
Un premier python fut trouvé en 1979, puis aucun autre avant 1995. Cependant, entre 2001 et 2005, plus de 230 serpents ont été repérés dans l'enceinte du parc, et avaient déjà commencé à se reproduire. Une fois découverts, ces pythons sont immédiatement capturés et emmenés en dehors du parc. Les biologistes du parc affirment que c'est le commerce d'animaux tropicaux et les propriétaires des dits-animaux qui sont responsables de l'introduction du python birman dans les Everglades :

« Tous les pythons birmans qui ont été vus dans le parc sont issus du commerce international d'animaux. »

— Skip Snow, biologiste du parc national des Everglades
Des coyotes ont également été repérés dans le parc, ainsi que dans la réserve nationale de Big Cypress. Les dirigeants du parc ont attribué cette arrivée de coyotes à la présence de quelques sangliers dans les deux zones protégées.
On peut ajouter les Wasmannia auropunctata.

### Sources bibliographiques
- (en) Marjory Stoneman Douglas, The Everglades : River of Grass, Florida Classics Library, 1947 (ISBN 0-912451-44-0).
- (en) Michael Grunwald, The Swamp : The Everglades, Florida, and the Politics of Paradise, Simon & Schuster, 2006, 450 p. (ISBN 978-0-7432-5105-1).
- (en) Thomas Lodge, The Everglades Handbook : Understanding the Ecosystem, CRC Press, 2005, 336 p. (ISBN 1-56670-614-9).
- (en) William Robertson, Everglades : The Park Story, Florida National Parks & Monuments Association, Inc., 1989 (ISBN 0-945142-01-3).
- (en) Charlton Tebeau, The Story of the Chokoloskee Bay County and the reminiscenses of pioneer C. S. « Ted » Smallwood, Presse de l'université de Miami, 1955.
- (en) Charlton Tebeau, They Lived in the Park : The Story of Man in the Everglades National Park, Presse de l'université de Miami, 1963.
- (en) Charlton Tebeau, Man in the Everglades, Presse de l'université de Miami, 1968 (ISBN 978-0-87024-073-7).
- (en) Ellie Whitney, Priceless Florida : Natural Ecosystems and Native Species, Pineapple Press, Inc., 2004, 423 p. (ISBN 978-1-56164-309-7).